# Max (dịch vụ phát trực tuyến)
Max, còn được biết đến với tên gọi HBO Max, là một dịch vụ video theo yêu cầu trả phí qua nền tảng OTT của Mỹ. Đây là một đơn vị độc quyền thuộc sở hữu của Warner Bros. Discovery Global Streaming & Games, một bộ phận của Warner Bros. Discovery (WBD). Nền tảng này cung cấp nội dung từ các thư viện của Warner Bros., Discovery, HBO, CNN, Cartoon Network, Adult Swim, Animal Planet, TBS, TNT, Eurosport, cùng các thương hiệu liên quan. Max lần đầu ra mắt (với tên gọi HBO Max) tại Hoa Kỳ vào ngày 27 tháng 5 năm 2020.
Dịch vụ này cũng phát sóng các chương trình gốc hoàn toàn mới dưới danh nghĩa "Max Originals", các chương trình từ dịch vụ truyền hình trả tiền HBO, và nội dung được mua thông qua thỏa thuận thư viện của bên thứ ba (chẳng hạn như các thỏa thuận về quyền phát sóng phim với các hãng phim) hoặc hợp đồng đồng sản xuất (bao gồm, trong số đó, các thỏa thuận với BBC Studios và Sesame Workshop).
Khi dịch vụ lần đầu ra mắt với tên HBO Max, nó đã thay thế cả HBO Now, một dịch vụ SVOD trước đây của HBO; và HBO Go, nền tảng phát trực tuyến TV Everywhere dành cho người dùng thuê bao truyền hình trả tiền HBO. Tại Hoa Kỳ, người dùng HBO Now và khách hàng truyền hình trả tiền HBO đã được chuyển sang HBO Max mà không phải trả thêm phí, tùy thuộc vào sự sẵn có và hỗ trợ thiết bị. HBO Max cũng thay thế thành phần phát trực tuyến của dịch vụ DC Universe thuộc DC Entertainment, với các loạt phim gốc của DC Universe được chuyển sang HBO Max dưới dạng Max Originals. Dịch vụ HBO Max bắt đầu mở rộng ra thị trường quốc tế từ năm 2021.
Theo AT&T, HBO và HBO Max có tổng cộng 69,4 triệu người đăng ký trả phí trên toàn cầu tính đến ngày 30 tháng 6 năm 2021, bao gồm 43,5 triệu người đăng ký HBO Max tại Hoa Kỳ, 3,5 triệu người đăng ký HBO duy nhất tại Hoa Kỳ (chủ yếu là khách hàng thương mại như khách sạn), và 20,5 triệu người đăng ký HBO Max hoặc HBO riêng lẻ tại các quốc gia khác. Vào cuối năm 2021, HBO và HBO Max có tổng cộng 73,8 triệu người đăng ký trả phí toàn cầu. Vào cuối quý 1 năm 2022, HBO và HBO Max có 76,8 triệu người đăng ký toàn cầu.
Kể từ vụ sáp nhập giữa WarnerMedia và Discovery, Inc. vào tháng 4 năm 2022 để hình thành Warner Bros. Discovery, Max trở thành một trong hai dịch vụ phát trực tuyến chủ lực của công ty kết hợp này, dịch vụ còn lại là Discovery+ (chủ yếu tập trung vào các chương trình truyền hình thực tế và truyền hình tài liệu từ các thương hiệu thuộc Discovery). Ban đầu, WBD đã công bố kế hoạch hợp nhất HBO Max và Discovery+ vào năm 2023, nhưng cuối cùng công ty quyết định giữ lại Discovery+. Theo quyết định này, WBD chuyển một số chương trình từ Discovery+ sang Max, đồng thời vẫn giữ chúng trên Discovery+. Sau đó, WBD thay thế HBO Max bằng một dịch vụ được đổi thương hiệu mới, rút ngắn tên gọi thành "Max", ra mắt tại Hoa Kỳ vào ngày 23 tháng 5 năm 2023, tại Mỹ Latinh vào ngày 27 tháng 2 năm 2024, và tại châu Âu vào ngày 21 tháng 5 năm 2024, với giao diện người dùng được thiết kế lại và bổ sung thêm nhiều nội dung từ Discovery. Việc đổi thương hiệu cũng được áp dụng tại Hà Lan, Ba Lan, Pháp, Monaco và một số khu vực khác vào năm 2024. Tại Bỉ và Hà Lan, tên gọi "HBO Max" vẫn được giữ lại, kèm theo logo Max mới.

## Lịch sử

### Dưới tên gọi HBO Max

Logo HBO Max được sử dụng từ ngày 29 tháng 10 năm 2019 đến ngày 22 tháng 5 năm 2023 tại Hoa Kỳ. Vẫn được sử dụng ở ngoài Hoa Kỳ cho đến ngày 11 tháng 6 năm 2024.

Vào ngày 10 tháng 10 năm 2018, WarnerMedia thông báo rằng họ sẽ ra mắt một dịch vụ phát trực tuyến qua nền tảng OTT vào cuối năm 2019, bao gồm nội dung từ các thương hiệu giải trí của mình. Kế hoạch ban đầu cho dịch vụ này dự kiến có ba gói đăng ký với thời điểm ra mắt vào cuối năm 2019. Randall L. Stephenson, chủ tịch và CEO của công ty mẹ WarnerMedia, AT&T, cho biết vào giữa tháng 5 năm 2019 rằng dịch vụ sẽ sử dụng thương hiệu HBO và sẽ liên kết với các nhà cung cấp truyền hình cáp, vì khách hàng truyền hình cáp HBO sẽ có quyền truy cập vào dịch vụ phát trực tuyến. Một phiên bản thử nghiệm beta dự kiến ra mắt trong quý 4 năm 2019 và ra mắt đầy đủ vào quý 1 năm 2020.
Otter Media đã được chuyển giao vào tháng 5 năm 2019 từ Warner Bros. sang WarnerMedia Entertainment để tiếp quản dịch vụ phát trực tuyến, sau khi Brad Bentley, phó chủ tịch điều hành kiêm tổng giám đốc phát triển dịch vụ trực tiếp tới người tiêu dùng, rời khỏi vị trí sau sáu tháng. Andy Forssell chuyển từ vai trò giám đốc điều hành của Otter sang thay thế Bentley làm phó chủ tịch điều hành kiêm tổng giám đốc, trong khi vẫn báo cáo với CEO của Otter, Tony Goncalves, người sẽ dẫn dắt sự phát triển.
Vào ngày 9 tháng 7 năm 2019, WarnerMedia thông báo rằng dịch vụ này sẽ được gọi là HBO Max và dự kiến ra mắt vào mùa xuân năm 2020. Cùng lúc đó, Reese Witherspoon's Hello Sunshine và Greg Berlanti đã ký các thỏa thuận sản xuất cho dịch vụ này. (Tên gọi "Max" cũng được chia sẻ với dịch vụ truyền hình trả tiền tuyến tính chị em của HBO là Cinemax, vốn từ giữa những năm 1980 đã được nhận diện qua tên phụ của mình và sử dụng nó nổi bật trong thương hiệu từ năm 2008 đến 2011.) Vào ngày 29 tháng 10 năm 2019, có thông báo chính thức rằng HBO Max sẽ ra mắt vào tháng 5 năm 2020.
Vào ngày 8 tháng 1 năm 2020, AT&T thông báo rằng Audience, một kênh độc quyền dành cho các thuê bao của các nhà cung cấp truyền hình thuộc sở hữu AT&T như DirecTV với một số chương trình gốc, sẽ ngừng hoạt động vào ngày 22 tháng 5 và sau đó chuyển đổi thành một kênh giới thiệu cho HBO Max. Vào ngày 5 tháng 2 năm 2020, Warner Bros. và HBO Max công bố nhãn phim Warner Max, sẽ sản xuất từ tám đến mười bộ phim có ngân sách trung bình mỗi năm cho dịch vụ phát trực tuyến, bắt đầu từ năm 2020. Vào ngày 20 tháng 4 năm 2020, WarnerMedia thông báo ngày ra mắt chính thức của HBO Max là 27 tháng 5. Sau đó, vào ngày 23 tháng 10 cùng năm, có thông báo rằng WarnerMedia đã quyết định hợp nhất nhãn Warner Max vào Nhóm Phim Warner Bros. Pictures sau khi chủ tịch Toby Emmerich cùng đội ngũ phát triển và sản xuất do Courtenay Valenti của Warner Bros. Pictures, Richard Brener của New Line và Walter Hamada (người giám sát các phim dựa trên DC) đứng đầu, được giao quản lý toàn bộ sản lượng phim của công ty, bao gồm cả phát hành tại rạp và trên nền tảng phát trực tuyến.

### Thời kì Warner Bros. Discovery
Vào tháng 7 năm 2022, như một phần của chiến lược cắt giảm chi phí sau vụ sáp nhập giữa Discovery, Inc. và WarnerMedia để thành lập Warner Bros. Discovery (WBD), có thông báo rằng HBO Max đã ngừng phát triển các loạt phim gốc mới tại Trung Âu, Bắc Âu, Hà Lan và Thổ Nhĩ Kỳ, cũng như đã gỡ bỏ một số loạt phim quốc tế khỏi nền tảng trên toàn cầu. Pháp và Tây Ban Nha phần lớn được miễn trừ khỏi các đợt cắt giảm này, do quy định của Pháp yêu cầu các dịch vụ streaming phải sản xuất nội dung trong nước, và nội dung tiếng Tây Ban Nha thu hút nhiều thị trường mà HBO Max phục vụ. Sau khi loạt phim Gordita Chronicles bị hủy vào cuối tháng đó, có thông báo rằng dịch vụ này cũng đang từ bỏ việc phát triển các chương trình thiếu nhi và gia đình dạng live-action.
Vào ngày 3 tháng 8 năm 2022, có thông báo rằng nhiều phim gốc của Max và các series của HBO đã bị lặng lẽ gỡ bỏ khỏi dịch vụ mà không có thông báo trước, như một phần của việc cắt giảm các phim phát trực tiếp trên nền tảng streaming. Công ty sau đó đã loại bỏ những phim và series hoạt động kém hiệu quả trên dịch vụ. Người ta cũng cho rằng việc tránh trả tiền bản quyền phát lại đóng một vai trò quan trọng. Điều này diễn ra sau thông tin được công bố vào ngày hôm trước rằng hai bộ phim gốc của Max sắp ra mắt là Batgirl và Scoob! Holiday Haunt đã bị hủy bỏ đột ngột, mặc dù chúng gần như đã hoàn thành. Trong cuộc gọi báo cáo thu nhập vào ngày hôm sau, CEO của WBD, David Zaslav, tuyên bố rằng công ty sẽ cắt giảm nội dung dành cho trẻ em và tập trung nhiều hơn vào các phim chiếu rạp thay vì phát hành trực tiếp trên nền tảng streaming.
Vào cuối tháng đó, nhiều chương trình khác đã bị gỡ bỏ khỏi dịch vụ phát trực tuyến, bao gồm các series hoạt hình và không kịch bản như The Not-Too-Late Show with Elmo, Final Space, Summer Camp Island, Infinity Train, Close Enough, và gần 200 tập của Sesame Street, cùng nhiều nội dung khác. Hành động này đã vấp phải sự phản ứng dữ dội từ người hâm mộ, các nhà phê bình, diễn viên và nhà sáng tạo. Vào ngày 24 tháng 8 năm 2022, các phim gốc của HBO Max là House Party (bị rút khỏi lịch chiếu chỉ 17 ngày trước ngày phát hành) và Evil Dead Rise đều được chuyển sang phát hành tại rạp. Sau đó, WBD đã đạt được các thỏa thuận cấp phép với các dịch vụ truyền hình trực tuyến miễn phí có quảng cáo (FAST) như The Roku Channel và Tubi (thuộc sở hữu của Fox Corporation) vào năm 2023; thỏa thuận này bao gồm hơn 2.000 giờ nội dung thư viện, trong đó có một số chương trình từng bị gỡ bỏ khỏi HBO Max.
Trong báo cáo thu nhập quý 3 vào tháng 11 năm 2022, WBD cho biết dịch vụ hợp nhất hiện đang nhắm đến việc ra mắt tại Hoa Kỳ vào "mùa xuân năm 2023", sớm hơn so với kế hoạch ban đầu. Perrette cũng đề cập đến khả năng tăng giá cho gói không quảng cáo của HBO Max trong năm 2023, giải thích rằng đây là "một cơ hội, đặc biệt trong bối cảnh hiện tại". Vào ngày 12 tháng 1 năm 2023, một đợt tăng giá cho gói không quảng cáo tại Hoa Kỳ đã được công bố, với mức giá tăng thêm 1 đô la lên 15,99 đô la mỗi tháng (kế hoạch hàng năm sẽ không bị ảnh hưởng bởi thay đổi này). Việc tăng giá có hiệu lực ngay lập tức đối với các thuê bao mới, trong khi các thuê bao hiện tại sẽ bắt đầu thấy sự thay đổi từ ngày 11 tháng 2 năm 2023.

### Đổi thương hiệu thành Max
Vào ngày 14 tháng 3 năm 2022, sau khi các cổ đông của Discovery chấp thuận việc sáp nhập với WarnerMedia, Giám đốc Tài chính (CFO) của Discovery, Gunnar Wiedenfels, cho biết công ty dự định sẽ tiến tới việc hợp nhất HBO Max với dịch vụ phát trực tuyến riêng của mình là Discovery+. Wiedenfels cho biết quá trình này có thể sẽ bắt đầu bằng việc tạo một gói kết hợp hai dịch vụ như một giải pháp ngắn hạn, với mục tiêu dài hạn là cuối cùng sẽ hợp nhất các dịch vụ này vào một nền tảng duy nhất.
Trong cuộc gọi báo cáo thu nhập vào tháng 8 năm 2022, Giám đốc bộ phận Phát trực tuyến và Tương tác Toàn cầu của WBD, JB Perrette, tiết lộ rằng Discovery+ và HBO Max sẽ hợp nhất "vào mùa hè tới", với dịch vụ thống nhất ra mắt đầu tiên tại Hoa Kỳ và sau đó sẽ triển khai sang các thị trường khác bắt đầu từ cuối năm 2023. Khi công bố về dịch vụ hợp nhất, Zaslav không ngay lập tức cho biết liệu nó có tiếp tục sử dụng thương hiệu HBO hay không. Ông nói rằng HBO là một trong những "viên ngọc quý vương miện của công ty" và sẽ "luôn là ngọn hải đăng và thương hiệu cuối cùng đại diện cho chất lượng tốt nhất của truyền hình". Vào đầu tháng 12 năm 2022, CNBC báo cáo qua các nguồn tin nội bộ rằng nhiều tên gọi đang được cân nhắc — bao gồm đơn giản là "Max".
Vào tháng 2 năm 2023, Zaslav tiết lộ trong một cuộc gọi báo cáo thu nhập rằng WBD sẽ chính thức công bố dịch vụ mới vào ngày 12 tháng 4. Ông cũng thông báo rằng WBD sẽ tiếp tục vận hành Discovery+ song song với dịch vụ mới thay vì đóng cửa nó, vì dịch vụ này đang mang lại lợi nhuận và người dùng của nó "rất hài lòng với sản phẩm". Một ngày trước thời điểm công bố, The New York Times xác nhận rằng dịch vụ này sẽ được gọi là "Max", giữ nguyên mức giá của HBO Max và sẽ có nhiều gói giá khác nhau trong sáu tháng (vào ngày 5 tháng 12, gói không quảng cáo cũ sẽ bị loại bỏ và người dùng hiện tại ở tầng này sẽ chuyển xuống gói không quảng cáo mới sau ngày đó). WBD đã mua lại tên miền max.com từ Max International, một công ty về thực phẩm bổ sung, vào đầu năm đó.
WBD chính thức ra mắt Max vào ngày 12 tháng 4: dịch vụ mới sẽ bắt đầu hoạt động tại Hoa Kỳ vào ngày 23 tháng 5 và mở rộng sang các khu vực khác trong suốt năm 2023 và 2024. Mặc dù dịch vụ mới duy trì các mức giá tương tự như HBO Max, nhưng hỗ trợ cho video độ phân giải 4K và âm thanh Dolby Atmos trở thành độc quyền của tầng "Ultimate" mới, đồng thời gói không quảng cáo cũng giảm từ bốn luồng phát đồng thời xuống còn hai. Ngoài tất cả các phim từ Warner Bros. Pictures phát hành từ năm 2023 trở đi, WBD dự định cung cấp thêm nhiều phim và series truyền hình thư viện trên Max ở độ phân giải 4K.
Perrette giải thích rằng thương hiệu HBO đã được loại bỏ khỏi tên của dịch vụ để nó có thể được gắn liền với chương trình gốc như một thương hiệu chủ lực trên Max, thay vì phải liên kết với toàn bộ thư viện nội dung của mình – bao gồm cả các chương trình thiếu nhi và gia đình không phù hợp với hình ảnh truyền thống của HBO là kênh truyền hình cao cấp và hướng đến người lớn. Logo của Max được thiết kế bởi công ty DixonBaxi của Anh, và kết hợp các yếu tố từ cả logo của HBO và Warner Bros., bao gồm chữ "a" có dấu chấm ở giữa giống như chữ "O" có dấu chấm ở giữa từ logo HBO, và các chữ cái "m" và "x" có đường cong dựa trên logo khiên lâu đời của Warner Bros. Dịch vụ này cũng đã thay đổi màu sắc thương hiệu từ màu tím sang màu xanh lam, như một sự tôn vinh việc Warner Bros. thường sử dụng logo màu xanh trong lịch sử.
Chiến dịch tái thương hiệu được quảng bá với khẩu hiệu "The one to watch". Pato Spagnoletto, giám đốc marketing của Warner Bros. Discovery Streaming, đã xác định chiến dịch này là khoản chi tiêu marketing lớn nhất trong lịch sử công ty. Cổ phiếu của WBD giảm gần sáu phần trăm sau thông báo về Max. Trong vòng ba tháng đầu tiên kể từ khi Max tái thương hiệu, WBD mất 1,8 triệu người đăng ký trên các nền tảng phát trực tuyến của mình, nhưng cho rằng điều này là do sự trùng lặp giữa người dùng của Max và Discovery+, cũng như tỷ lệ rời bỏ dự kiến. Vào tháng 11 năm 2023, có thông báo rằng WBD đã mất 2,5 triệu người đăng ký trong sáu tháng, dẫn đến cổ phiếu của họ giảm 19%.
Vào tháng 5 năm 2024, WBD công bố hợp tác với Disney để cung cấp gói kết hợp giữa Max với các đối thủ cạnh tranh Disney+ và Hulu tại Hoa Kỳ. Gói này được ra mắt vào ngày 25 tháng 7 năm 2024, với giá 16,99 đô la mỗi tháng cho phiên bản có quảng cáo và 29,99 đô la mỗi tháng cho phiên bản không quảng cáo.

## Các mức giá và tính năng
| Gói                 | Giá hàng tháng (USD) | Giá hàng năm (USD) | Tính năng            | Tính năng             | Tính năng | Tính năng | Tính năng | Tính năng   | Tham khảo     |
| Gói                 | Giá hàng tháng (USD) | Giá hàng năm (USD) | Luồng phát đồng thời | Tải xuống ngoại tuyến | HD        | 4K        | HDR       | Dolby Atmos | Tham khảo     |
| ------------------- | -------------------- | ------------------ | -------------------- | --------------------- | --------- | --------- | --------- | ----------- | ------------- |
| Gói có ít quảng cáo | $9.99                | $99.99             | 2                    | Không                 | Có        | Không     | Không     | Không       | [ 63 ] [ 64 ] |
| Gói không quảng cáo | $16.99               | $169.99            | 2                    | 30                    | Có        | Không     | Không     | Không       | [ 63 ] [ 64 ] |
| Ultimate            | $20.99               | $209.99            | 4                    | 100                   | Có        | Có        | Có        | Có          | [ 63 ] [ 64 ] |

Người dùng HBO Max hiện tại được giữ nguyên các tính năng của gói hiện tại trong ít nhất sáu tháng sau khi ra mắt dịch vụ mới. Sau khoảng thời gian đó, tất cả khách hàng cũ thuộc gói không quảng cáo sẽ được chuyển sang gói không quảng cáo (các tài khoản hỗ trợ quảng cáo cũ sẽ được chuyển sang gói có ít quảng cáo).

## Quản lý
HBO Max được thành lập dưới sự quản lý của bộ phận Giải trí thuộc WarnerMedia, khi đó do Robert Greenblatt đứng đầu. Kevin Reilly, chủ tịch của WarnerMedia Entertainment Networks, bao gồm hầu hết các kênh giải trí có quảng cáo của công ty như TBS, TNT và TruTV, cũng được giao vai trò là giám đốc nội dung (chief content officer) của HBO Max với trách nhiệm về các chương trình gốc độc quyền trên HBO Max và nội dung thư viện. Andy Forssell được bổ nhiệm làm phó chủ tịch điều hành và tổng giám đốc của dịch vụ này, trong khi vẫn báo cáo cho CEO của Otter Media Tony Goncalves, người chịu trách nhiệm phát triển. Casey Bloys, chủ tịch phụ trách chương trình của HBO, giữ quyền giám sát dịch vụ cốt lõi HBO nhưng ban đầu không tham gia vào việc chương trình độc quyền cho Max.
Vào ngày 7 tháng 8 năm 2020, WarnerMedia công bố một cuộc tái cấu trúc lớn dưới sự lãnh đạo của chủ tịch mới Jason Kilar, mà ông mô tả là "tận dụng thời điểm thay đổi lớn này" hướng tới các dịch vụ trực tiếp đến người tiêu dùng. Kết quả là, cả Greenblatt và Reilly đều rời công ty. WarnerMedia Entertainment bị giải thể, hoạt động chương trình được hợp nhất với Warner Bros. trong một nhóm Studios và Networks mới dưới quyền CEO của hãng phim này, Ann Sarnoff. Bloys được giao toàn quyền giám sát chương trình cho HBO và HBO Max, cũng như các trách nhiệm trước đây của Reilly, báo cáo cho Sarnoff. Forssell trở thành người đứng đầu một đơn vị kinh doanh vận hành HBO Max mới, báo cáo trực tiếp cho Kilar. Vào ngày 23 tháng 4 năm 2021, các đội phát triển hoạt hình dành cho người lớn của Adult Swim và HBO Max đã hợp nhất dưới sự lãnh đạo của Suzanna Makkos.
Vào ngày 15 tháng 8 năm 2022, HBO đã được tái tổ chức bởi Warner Bros. Discovery, dẫn đến việc cắt giảm nhân sự trong các bộ phận phim tài liệu gốc, phim gia đình người đóng gốc, nội dung quốc tế gốc và tuyển chọn diễn viên của HBO Max (bản thân HBO chưa từng có bộ phận tuyển chọn diễn viên nội bộ). Makkos cũng bắt đầu báo cáo cho trưởng bộ phận hài kịch của HBO, Amy Gravitt.

## Chương trình
Max cung cấp nội dung phát hành lần đầu và thư viện từ HBO cùng các hãng phim và truyền hình khác thuộc Warner Bros. và các thương hiệu liên quan. Dịch vụ này cũng bao gồm các bộ phim có sẵn thông qua quyền truyền hình trả tiền hiện tại của HBO, được lấy từ Warner Bros. Pictures mà thôi.
Giống như các nền tảng phát trực tuyến khác của HBO, HBO Go và HBO Now (nhưng trái ngược với các dịch vụ bổ sung trên Prime Video Channels, YouTube Primetime Channels và, cho đến khi bị gỡ bỏ khỏi nền tảng này vào năm 2021, Apple TV Channels), Max ban đầu không bao gồm các luồng phát trực tiếp từ các kênh truyền hình cáp tuyến tính của HBO, và cũng không bao gồm bất kỳ nội dung nào từ Cinemax. Mặc dù Cinemax chia sẻ nội dung phim với kênh HBO tuyến tính, và do đó phần lớn các bộ phim trong thư viện kết hợp sẽ xuất hiện trên cả hai dịch vụ ở các khung thời gian khác nhau, nhưng những bộ phim này không nhất thiết phải có sẵn đồng thời trên cả Max và Cinemax.
Vào ngày 4 tháng 12 năm 2024, Max đã thêm một tab “Channels” (Kênh) cung cấp các luồng phát trực tiếp của HBO và các kênh phụ đa hướng tuyến tính của nó (ngoại trừ HBO Family và HBO Latino). Ban đầu, tính năng này chỉ khả dụng ở mức hạn chế đối với các thuê bao tại Hoa Kỳ thuộc các gói Ad-Free và Ultimate Ad-Free của Max sử dụng hồ sơ người lớn. Tính năng này sẽ cho phép người dùng khởi động lại, tua lại và tua nhanh, cũng như chuyển đổi giữa các luồng của các kênh tuyến tính ngay trong trình phát.

### Nhà cung cấp nội dung
Các nhà cung cấp nội dung bên thứ nhất và bên thứ ba cho Max. Dấu hoa thị (*) biểu thị các bên thứ ba, trong khi dấu cộng (†) biểu thị các nhà cung cấp trước đây.
- 9 Story Media Group*
- A24*[82]
- ABS-CBN Studios*
- AMC Networks*
- Adult Swim
- American International Pictures*
- All3Media*[83]
- Animal Planet
- Amazon MGM Studios*
- Asian Food Network
- Ay Yapım*
- Bad Robot Productions*[71]
- BBC Studios*
- Big Idea Entertainment*
- Boomerang
- Cartoon Network
- Cartoonito[73][84]
  - Sesame Workshop*[c][85][86]
- Castel Film Romania*
- Castle Rock Entertainment[73]
- Cinemax
- CJ ENM*
- Comedy Central*[73]
- Constantin Film*
- Cooking Channel
- CNN Films
- The Criterion Collection*
- The CW[73]
- DC Entertainment[73]
- Destination America
- Discovery Channel
- Discovery Family/Kids
- Discovery Life
- Edko Films*
- Elevation Pictures*
- Emtek*
- Entertainment One*
- Eurosport
- Erler Film*
- Fifth Season*
- Five Star Production*
- Food Network
- GKIDS*[73][87]
- GMA Entertainment Group*
- GMM Grammy*
- Gravitas Ventures*
- HBO[73]
- Hello Sunshine*
- Hasbro Entertainment*
- HGTV
- HLN
- ITV Studios*
- Illumination*
- ImageMovers*
- Investigation Discovery
- Lionsgate Films*
- Magnolia Network
- Mattel Television*
- Media Asia*
- Mediacorp*
- MediaPro Pictures*
- Mei Ah Entertainment*
- Metro-Goldwyn-Mayer*
- MGM+ Studios*
- MNC Media*
- MotorTrend[88]
- MQ Studios*
- NBCUniversal*
- NFB Productions*
- New Line Cinema[73]
- Next Entertainment World*
- Nine Entertainment*
- Nordisk Film*
- Oprah Winfrey Network
- Orion Pictures*
- Paramount Pictures*
- Pathé*
- Rapi Films*
- Regal Entertainment*
- Rooster Teeth[73]
- RS Group*
- Saban Films*
- Sahamongkol Film International*
- Seven West Media*
- Science Channel
- SF Studios*
- Shochiku*
- Shout! Studios*
- Showbox*
- Sky*[89]
- SLL*
- Sony Pictures*[90]
- StudioCanal*
- Studio Ghibli* (thông qua GKIDS tại Hoa Kỳ)[73]
- TBS[73]
- Teletoon*[73]
- Televisa*
- TF1 Group*
- TLC
- TNT[73]
- Toei Company*
- Toho*
- Trans Media*
- Travel Channel
- TruTV[73]
- Turner Classic Movies[73]
- Turner Entertainment[73]
- TV Globo* (chỉ khu vực Mỹ Latinh và Caribe, trừ Brazil)[91] †
- United Artists*
- Universal Pictures*
- Viva Communications*
- Warner Bros.[73]
- Wizarding World

### Max Originals
Nội dung gốc được sản xuất sẽ nằm dưới thương hiệu Max Originals, bao gồm các series, phim và chương trình đặc biệt. Nội dung gốc dạng tập được phát hành hàng tuần, tránh xa định dạng "binge" (xem liên tục) mà Netflix đã phổ biến. Kevin Reilly cho biết điều này nhằm đảm bảo rằng các nội dung gốc sẽ duy trì được sự chú ý trong thời gian dài hơn, bằng cách để các chương trình "thở" thay vì "phai nhạt nhanh chóng sau khi xem một lần rồi bỏ". Ông cũng lưu ý rằng lịch trình hàng tuần đã góp phần vào thành công của các chương trình HBO trước đây như Succession và Chernobyl, mà họ đồng sản xuất với Sky UK, trở thành những cú hit chính nhờ sức hút bền vững.
Ban đầu, dịch vụ lên kế hoạch ra mắt 31 series gốc trong năm đầu tiên, với mục tiêu mở rộng lên 50 series cho năm tiếp theo, nhưng tiến độ sản xuất có thể đã bị gián đoạn bởi đại dịch COVID-19. Max cũng có các podcast về các phim và chương trình truyền hình trên nền tảng của mình. Dịch vụ cũng sản xuất các podcast gốc độc quyền, với Batman: The Audio Adventures là cái tên đầu tiên.

### Phân phối
Các series truyền hình mới do Warner Bros. sản xuất, ra mắt trên The CW kể từ mùa 2019–20, bắt đầu với Batwoman, Nancy Drew và Katy Keene (bị hủy vào tháng 7 năm 2020), sẽ có các mùa trước đó được đưa lên Max khoảng một tháng sau khi mùa hiện tại kết thúc trên truyền hình (quyền phát trực tuyến của các series hiện có vẫn thuộc về Netflix theo thỏa thuận hiện tại). Tuy nhiên, spin-off của All American, All American: Homecoming, ra mắt trên CW vào năm 2022, đã được chuyển sang Netflix cùng với chương trình gốc. Vào ngày 9 tháng 7 năm 2019, HBO Max đã mua lại quyền phát trực tuyến tại Hoa Kỳ của Friends với giá 425 triệu đô la, và vào ngày 17 tháng 9 năm 2019, đã mua lại quyền phát trực tuyến tại Hoa Kỳ của The Big Bang Theory, như một phần của thỏa thuận cũng gia hạn quyền phát sóng ngoài mạng của TBS đối với series này đến năm 2028.

### Quyền đã mua
Ngoài nội dung từ Warner Bros. Discovery, dịch vụ này cũng cung cấp các tựa phim từ The Criterion Collection, và có một thỏa thuận hợp tác dài hạn với BBC Studios (đơn vị mà HBO từng hợp tác trước đó để sản xuất His Dark Materials). Hơn 700 tập phim của BBC đã có sẵn trên dịch vụ khi ra mắt, bao gồm 11 mùa đầu tiên của loạt phim tái khởi động năm 2005 Doctor Who, cùng với các mùa từ 12 đến 14 trong tương lai, và nhiều chương trình khác như The Honourable Woman, Luther, Top Gear, và phiên bản gốc tiếng Anh của The Office. Ngoài ra, các chương trình tương lai của BBC Studios sẽ được đồng sản xuất với Max.
HBO cũng đã mở rộng quan hệ đối tác hiện có với Sesame Workshop, đồng thời đưa nội dung này lên thương hiệu Max. Các tập phim chọn lọc từ tất cả 50 mùa của Sesame Street (kể từ năm 1969) lần đầu tiên được phát trực tuyến trên dịch vụ này. Thêm vào đó, các mùa mới của Sesame Street sẽ phát độc quyền trên Max cho đến năm 2025, cùng với Esme & Roy và một số spin-off mới bắt đầu với The Not-Too-Late Show with Elmo, Sesame Street: Mecha Builders và The Monster at the End of This Story. Vào ngày 8 tháng 3 năm 2022, WarnerMedia và Sesame Workshop thông báo rằng họ sẽ lên kế hoạch sản xuất các chương trình mới cho Cartoon Network, bao gồm các series gốc mới và quyền phân phối thứ hai cho HBO Max, chẳng hạn như Charlotte's Web và Bea's Block, cũng như phim hoạt hình đặc biệt Sesame Street: The Nutcracker. Bên cạnh đó, các tập mới của mùa 53 của Sesame Street và các spin-off sẽ được phát trực tuyến trên HBO Max tại một số khu vực châu Á, trong khi giữ quyền phân phối thứ hai thay thế PBS, hơn cả các vòng đầu tiên mới cho Cartoon Network.
Max đã mua quyền phát trực tuyến của một số series từ Comedy Central, bao gồm South Park, Awkwafina Is Nora from Queens, South Side và The Other Two; trong đó hai series sau trở thành series gốc của Max.
Vào tháng 11 năm 2021, HBO Max đã mua quyền phát sóng các telenovelas và series của Globo cho khu vực Mỹ Latinh và Caribe bên ngoài Brazil.
Vào tháng 2 năm 2022, Sony Pictures và WarnerMedia thông báo rằng họ sẽ gia hạn thỏa thuận để mang các bộ phim từ các công ty con trong cửa sổ truyền hình trả tiền ở Trung và Đông Âu, cùng với thư viện các series truyền hình do công ty chị em Sony Pictures Television Studios sản xuất. Thỏa thuận này cũng bao gồm quyền phát hành bắt đầu từ năm 2022 trên các kênh truyền hình của Sony và sẽ phát trực tuyến trên HBO Max khắp Trung và Đông Âu.

### Hoạt hình
Dịch vụ này cũng có nhiều nội dung hoạt hình, chủ yếu lấy từ thư viện của Warner Bros. Animation (bao gồm thương hiệu Looney Tunes và các sản phẩm của Hanna-Barbera, chẳng hạn như Scooby-Doo, Tom and Jerry và các phim hoạt hình của Tex Avery) cùng với các chương trình từ Cartoon Network và Adult Swim. Các series hoạt hình gốc (bao gồm các tập đặc biệt phần tiếp theo của Adventure Time mang tên Adventure Time: Distant Lands, Jellystone!, Looney Tunes Cartoons, phần tiếp theo của Infinity Train và Summer Camp Island, và phiên bản làm lại của The Boondocks được sản xuất bởi Sony Pictures Animation) cho cả hai phần mạng lưới đã được công bố dành riêng cho HBO Max. Dịch vụ này cũng đã vượt qua các đối thủ để giành quyền phát trực tuyến độc quyền tại Hoa Kỳ bộ phim South Park và ba mùa mới với giá 500 triệu đô la – các tập đầu tiên sẽ được thêm vào 24 giờ sau khi ra mắt trên Comedy Central. Công ty thuộc Otter Media là Rooster Teeth cũng đóng góp nội dung, với mùa thứ hai của Gen:Lock trở thành độc quyền có thời hạn trên HBO Max.

### Sau khi ra mắt
Tất cả tám bộ phim trong loạt phim Harry Potter đều có sẵn để phát trực tuyến trên dịch vụ vào ngày ra mắt, bất chấp các báo cáo trước đó cho rằng các bộ phim này, mặc dù do Warner Bros. sản xuất, sẽ không có sẵn do một thỏa thuận quyền phát sóng trước đó với NBCUniversal. Sau đó, người ta thông báo rằng các bộ phim sẽ bị gỡ bỏ vào ngày 25 tháng 8 và sẽ có sẵn trên dịch vụ phát trực tuyến Peacock của NBCUniversal. Tuy nhiên, chúng chính thức quay trở lại vào ngày 1 tháng 9 năm 2021 sau một điều chỉnh trong thỏa thuận. Vào ngày 29 tháng 5 năm 2020, HBO Max đã mua được quyền phát trực tuyến độc quyền bộ phim spin-off của The Big Bang Theory mang tên Young Sheldon.
Vào ngày 9 tháng 6 năm 2020, bộ phim Gone with the Wind đã tạm thời bị gỡ khỏi thư viện của HBO Max trong bối cảnh các cuộc biểu tình George Floyd, sau một bài xã luận trên tờ Los Angeles Times của biên kịch phim 12 Years a Slave, John Ridley. Vào ngày 25 tháng 6, bộ phim đã trở lại nguyên bản với, như đề xuất của Ridley, phần giới thiệu mới do người dẫn chương trình Turner Classic Movies, Jacqueline Stewart, thực hiện, thảo luận về cách bộ phim thể hiện Nội chiến Hoa Kỳ, thời kỳ Tái thiết (Hoa Kỳ), và chế độ nô lệ người Mỹ gốc Phi.
Vào ngày 27 tháng 6 năm 2020, được tiết lộ rằng series gốc của DC Universe Harley Quinn sẽ phát trực tuyến hai mùa đầu tiên trên HBO Max. Vào ngày 29 tháng 6 năm 2020, HBO Max đã đảm bảo quyền phát trực tuyến độc quyền cho series của mạng lưới Oprah Winfrey Network David Makes Man. Vào ngày 18 tháng 9 năm 2020, có thông báo rằng tất cả nội dung từ DC Universe sẽ chuyển sang HBO Max, bao gồm các series gốc như Titans và Young Justice, những mùa mới nhất của chúng sẽ chỉ phát độc quyền trên dịch vụ này. Ngoài ra, cả Doom Patrol và Harley Quinn đều được gia hạn thêm mùa thứ ba, chỉ dành riêng cho dịch vụ này.
Vào ngày 28 tháng 10 năm 2020, có thông báo rằng series thập niên 1990 Tiny Toon Adventures sẽ được làm lại cho Cartoon Network và HBO Max dưới tên Tiny Toons Looniversity, với các nhân vật ở phiên bản trưởng thành hơn. Steven Spielberg dự kiến sẽ quay lại với vai trò nhà sản xuất điều hành. Chương trình đã nhận được đơn đặt hàng hai mùa.
Vào tháng 2 năm 2021, WarnerMedia công bố thương hiệu mầm non quốc tế Cartoonito sẽ ra mắt tại Hoa Kỳ thông qua Cartoon Network và HBO Max trong năm đó, với kế hoạch phát sóng 50 series vào năm 2023.
Vào tháng 6 năm 2021, HBO Max đặt hàng một tập thử nghiệm từ John Wells và biên kịch Animal Kingdom Matt Kester cho bộ phim chính kịch hành động Ke Nui Road, kể về đội cứu hộ trên bờ biển North Shore của O'ahu, Hawaii. Tuy nhiên, HBO Max đã không tiếp tục thực hiện dự án này, và thay vào đó, Fox đã đặt hàng sản xuất loạt phim dưới tên Rescue: HI-Surf.
Vào tháng 8 năm 2021, Funimation, một công ty con của Sony, đã mua lại Crunchyroll từ AT&T với giá 1,175 tỷ đô la, nhằm tạo ra một dịch vụ kết hợp phục vụ nội dung giải trí anime. Vào ngày 1 tháng 1 năm 2022, HBO Max đã gỡ bỏ mục Crunchyroll, thay vào đó chuyển hướng người dùng đến trang "hoạt hình toàn cầu", nơi kết hợp các anime được chọn cùng với các phim hoạt hình quốc tế khác. Kể từ đó, dịch vụ dần bắt đầu loại bỏ các nội dung anime khỏi danh sách của Crunchyroll.
Ngày 22 tháng 11 năm 2021, Disney và WarnerMedia đạt thỏa thuận sửa đổi hợp đồng trước đây giữa HBO và 20th Century Studios, cho phép Disney+ hoặc Hulu và HBO Max chia sẻ quyền phát trực tuyến một nửa danh sách phim chiếu rạp năm 2022 của 20th Century Studios và Searchlight Pictures tại Hoa Kỳ trong giai đoạn cửa sổ trả phí đầu tiên. Bộ phim đầu tiên theo thỏa thuận này là Ron's Gone Wrong, có sẵn trên cả Disney+ và HBO Max vào ngày 15 tháng 12 năm 2021. Disney vẫn giữ toàn quyền phát trực tuyến đối với bất kỳ phim nào của 20th Century Studios và Searchlight Pictures sản xuất cho Disney+ hoặc Hulu, trong khi thỏa thuận giữa Disney và WarnerMedia để phát các phim của 20th Century Studios và Searchlight Pictures trên HBO Max kết thúc vào năm 2022, với Disney+ và Hulu đảm nhận toàn bộ quyền trả phí đầu tiên cho những phim này trong tương lai.
Vào ngày 15 tháng 2 năm 2022, có thông báo rằng các tập đầu tiên của South Park sẽ chuyển sang Paramount+ bắt đầu từ mùa 27 vào năm 2024, và thư viện loạt phim này sẽ chuyển từ HBO Max sang dịch vụ này tại Hoa Kỳ vào năm 2025.
Vào ngày 4 tháng 8 năm 2022, có thông báo rằng một số chương trình của Magnolia Network sẽ được phát trên HBO Max bắt đầu từ tháng 9 năm 2022. Discovery+ vẫn sẽ là nền tảng chính để phát các chương trình này.
Vào ngày 7 tháng 10 năm 2022, HBO Max công bố Harley Quinn: A Very Problematic Valentine's Day Special, tập đặc biệt này ra mắt vào ngày 23 tháng 2 năm 2023.
Khi việc đổi thương hiệu HBO Max thành Max được công bố, WBD đã giới thiệu nhiều dự án mới, bao gồm một bộ phim truyền hình chuyển thể từ loạt sách Harry Potter dự kiến ra mắt trong mùa 2025–26 và kéo dài trong mười năm, cùng với It: Welcome to Derry—một series tiền truyện cho phiên bản điện ảnh của Andy Muschietti về It. Công ty cũng công bố các series hoạt hình Gremlins: Secrets of the Mogwai và Tiny Toons Looniversity, trong đó series đầu tiên ra mắt cùng với sự thay đổi thương hiệu vào ngày 23 tháng 5 năm 2023. Vào tháng 6 năm 2023, Max đã chọn phát sóng thử nghiệm một pilot.
Vào ngày 2 tháng 10 năm 2024, WBD đã gia hạn hợp đồng với tổ chức đấu vật chuyên nghiệp All Elite Wrestling (AEW), bổ sung quyền kỹ thuật số cho Max tại Hoa Kỳ. Theo thỏa thuận, Max sẽ nắm giữ quyền phát sóng đồng thời các chương trình hàng tuần của AEW bắt đầu từ tháng 1 năm 2025. Sau đó trong năm, các sự kiện pay-per-view (PPV) của AEW sẽ có sẵn để mua và xem trực tuyến trên Max; trong khi PPVs vẫn sẽ được bán thông qua các nền tảng khác, chúng sẽ có giá ưu đãi trên Max, và Max sẽ được quảng bá là nơi chính để xem PPVs của AEW.

#### "Project Popcorn": Warner Bros. phát hành cùng ngày
Vào cuối năm 2020, do đại dịch COVID-19, WarnerMedia đã chuyển hai bộ phim của Warner Bros., vốn được dự định phát hành rạp lớn, sang phát hành độc quyền hoặc đồng thời trên HBO Max. Bộ phim The Witches được phát hành độc quyền trên HBO Max tại Hoa Kỳ vào ngày 22 tháng 10, và Wonder Woman 1984 ra mắt đồng thời tại các rạp ở Bắc Mỹ và trên HBO Max vào ngày 25 tháng 12, mặc dù bộ phim sau chỉ có sẵn trên dịch vụ này trong một tháng. Các thử nghiệm miễn phí kéo dài một tuần đã bị ngừng vào tháng 12 năm 2020.
Ngày 3 tháng 12 năm 2020, WarnerMedia công bố rằng toàn bộ danh sách phim năm 2021 của hãng sẽ được phát hành đồng thời tại rạp và trên dịch vụ phát trực tuyến với thời hạn một tháng, bắt đầu với The Little Things vào ngày 29 tháng 1. Những bộ phim tiếp theo được phát hành dưới mô hình chiếu rạp và phát trực tuyến cùng ngày bao gồm Judas and the Black Messiah (ngày 12 tháng 2), Tom and Jerry (ngày 26 tháng 2), Godzilla vs. Kong (ngày 31 tháng 3), Mortal Kombat (ngày 23 tháng 4), Those Who Wish Me Dead (ngày 14 tháng 5), The Conjuring: The Devil Made Me Do It (ngày 4 tháng 6), In the Heights (ngày 10 tháng 6), Space Jam: A New Legacy (ngày 16 tháng 7), The Suicide Squad (ngày 5 tháng 8), Reminiscence (ngày 20 tháng 8), Malignant (ngày 10 tháng 9), Cry Macho (ngày 17 tháng 9), The Many Saints of Newark (ngày 1 tháng 10), Dune (ngày 22 tháng 10), King Richard (ngày 19 tháng 11) và The Matrix Resurrections (ngày 22 tháng 12). Sau khi phát hành giới hạn trên dịch vụ, các bộ phim này tuân thủ khung thời gian phát hành tiêu chuẩn; HBO Max sẽ lấy lại quyền phát trực tuyến cho các phim của Warner Bros. sau khi chúng ra mắt trên kênh truyền hình cáp HBO vào giữa đến cuối năm 2021 hoặc 2022, tùy thuộc vào thời điểm bắt đầu thỏa thuận triển lãm HBO của từng phim.
Quyết định này được gọi là "Project Popcorn" bên trong Warner Bros., đã vấp phải sự phản đối từ các nhà làm phim, công ty sản xuất, Hiệp hội Đạo diễn Hoa Kỳ, Creative Artists Agency, và các chủ rạp chiếu phim vì Warner Bros. không thông báo trước với bất kỳ ai về kế hoạch của họ. Lượt xem của các bộ phim khác nhau, với Mortal Kombat đạt 3,8 triệu lượt, The Conjuring: The Devil Made Me Do It đạt tổng cộng 1,6 triệu lượt, và In the Heights đạt tổng cộng 693.000 lượt (theo Samba TV, vì WarnerMedia không công bố số liệu lượt xem cho HBO Max).
Warner Bros. đã chi hơn 200 triệu đô la chỉ để bù đắp cho tài năng khi chuyển sang phát trực tuyến; Deadline báo cáo vào tháng 1 năm 2022 rằng một động thái kinh doanh như vậy "sẽ không bao giờ xảy ra nữa do chi phí cao".
Vào tháng 3 năm 2021, có thông báo rằng Warner Bros. sẽ ngừng phát hành cùng ngày vào năm 2022, như một phần của thỏa thuận mà hãng đã đạt được với Cineworld (đơn vị vận hành Regal Cinemas) và thay vào đó sẽ sử dụng cửa sổ phát hành độc quyền 45 ngày tại rạp. The Matrix Resurrections là bộ phim cuối cùng được phát hành vào năm 2021 trong khuôn khổ Project Popcorn. Cửa sổ phát hành 45 ngày cho HBO Max chỉ được áp dụng cho hai bộ phim (The Batman và Fantastic Beasts: The Secrets of Dumbledore) trước khi có thông báo vào tháng 8 năm 2022 rằng, như một phần của việc tái cấu trúc chiến lược phân phối phim của Warner Bros sau vụ sáp nhập giữa WarnerMedia và Discovery, Inc., thời lượng của cửa sổ này sẽ được quyết định cho từng bộ phim dựa trên từng trường hợp cụ thể.

### CNN Max

CNN Max logo

Vào ngày 13 tháng 8 năm 2023, CNN công bố một nền tảng tin tức trực tuyến mới trên Max, được gọi là CNN Max, dự kiến ra mắt vào ngày 27 tháng 9. Nền tảng này bao gồm các chương trình tin tức gốc và phát sóng đồng thời các chương trình giờ vàng từ mạng lưới truyền hình tuyến tính của CNN tại Hoa Kỳ và quốc tế. CNN International cũng sẽ có sẵn thông qua Max tại các quốc gia châu Âu như Pháp và Ba Lan.
Trước đó, CNN đã từng thử nghiệm một dịch vụ đăng ký độc lập vào năm 2022, mang tên CNN+, nhưng dịch vụ này đã bị đóng cửa gần như ngay lập tức sau khi việc sáp nhập WarnerMedia/Discovery hoàn tất do xung đột với mục tiêu của công ty về việc duy trì một dịch vụ phát trực tuyến duy nhất để bao quát tất cả các tài sản của WBD.

### Gói bổ sung Bleacher Report Sports
Vào ngày 1 tháng 3 năm 2022, Turner Sports công bố một thỏa thuận kéo dài tám năm để nắm giữ bản quyền các trận đấu sân nhà của đội tuyển bóng đá quốc gia nam và nữ Hoa Kỳ, bao gồm các trận vòng loại FIFA World Cup và các trận giao hữu quốc tế. Tuy nhiên, thỏa thuận này không bao gồm các sự kiện của FIFA và CONCACAF, mà bản quyền thuộc về Fox, cũng như các trận đấu sân khách, với bản quyền thuộc về đơn vị nắm giữ bản quyền các trận đấu của đội chủ nhà. Được cho biết rằng ít nhất một nửa số trận mỗi mùa sẽ độc quyền trên HBO Max. Trận đấu đầu tiên đã được phát trực tiếp vào ngày 17 tháng 1 năm 2023.
Vào ngày 5 tháng 10 năm 2023, Max ra mắt một gói phụ tập trung vào thể thao, mang tên Bleacher Report Sports add-on. Gói này cung cấp các sự kiện thể thao trực tiếp và chương trình studio từ TNT Sports, bao gồm Major League Baseball (MLB), National Basketball Association (NBA), National Hockey League (NHL), giải bóng rổ nam NCAA Division I, cùng với các trận đấu và chương trình độc quyền của đội tuyển bóng đá Hoa Kỳ (USA Soccer) và một số nội dung theo yêu cầu. Vào ngày 14 tháng 12 năm 2023, trong bối cảnh đóng cửa dịch vụ GCN+, WBD thông báo rằng quyền phát sóng của GCN+ sẽ được hợp nhất vào gói thể thao này bắt đầu từ tháng 2 năm 2024, bao gồm giải đua xe đạp Giro d'Italia và nhiều giải đấu và sự kiện của UCI.

### Gói bổ sung Eurosport
Tương tự như gói Bleacher Report Sports add-on tại Hoa Kỳ, một tầng tập trung vào thể thao sẽ được thêm vào Max ở châu Âu trong đợt ra mắt vào mùa hè năm 2024, kết hợp với thương hiệu thể thao toàn châu Âu Eurosport. Tầng này sẽ cung cấp các kênh tuyến tính Eurosport 1 và Eurosport 2, cùng với việc phát sóng nhiều sự kiện thể thao khác nhau, bao gồm Thế vận hội Mùa hè 2024, Giro d'Italia, Vuelta a España, và Tour de France.

### Gói bổ sung TNT Sports Premium
Vào ngày 9 tháng 7 năm 2024, Warner Bros. Discovery thông báo rằng TNT Sports sẽ có mặt trên Max tại Chile vào tuần ngày 15 tháng 7 với một đề xuất sáng tạo, nơi người hâm mộ thể thao có thể đăng ký độc lập hoặc thêm nó vào các gói hiện có của nền tảng. Gói này sẽ bao gồm các sự kiện trực tiếp và nội dung gốc. Các giải đấu bóng đá quan trọng nhất của Chile cũng sẽ được bổ sung, chẳng hạn như Giải hạng Nhất Chile, Primera B, Cúp Chile và các chương trình gốc khác, v.v.  
Từ tháng 2 năm 2025, nội dung của TNT Sports sẽ có sẵn cho người dùng có đăng ký Pack Fútbol thông qua nhà cung cấp cáp đã kích hoạt dịch vụ, và cả những người đăng ký TNT Sports độc lập.

### Gói Max DAZN
Từ ngày 24 tháng 10 năm 2024, tại Tây Ban Nha, Max đã bổ sung một gói mới mang tên Max DAZN với giá €44,99 mỗi tháng, ngoài gói Thể thao tùy chọn dành cho các gói Tiêu chuẩn và Cao cấp. Gói này bao gồm bốn kênh DAZN và Eurosport, mang đến những môn thể thao đỉnh cao mà người hâm mộ mong muốn.
Người đăng ký gói Max DAZN sẽ có quyền truy cập vào LaLiga, UFC, hoặc các giải vô địch thế giới Formula 1 và MotoGP, đồng thời tận hưởng tất cả phim ảnh, loạt phim và tài liệu trên nền tảng với cùng các ưu đãi như gói Cao cấp.

## Công nghệ và khả năng tiếp cận
Tại thời điểm ra mắt, HBO Max không hỗ trợ 4K, HDR, Dolby Vision, hoặc Dolby Atmos, nhưng việc hỗ trợ các công nghệ này đã được lên kế hoạch là "một phần trong lộ trình sản phẩm của HBO Max". Hỗ trợ cho 4K, HDR và Atmos đã được bổ sung bắt đầu từ việc phát hành Wonder Woman 1984,
```
với WarnerMedia hứa hẹn sẽ thêm nhiều nội dung ở các định dạng này trong suốt năm 2021 và hơn thế nữa.
[
165
]
```

Dịch vụ cung cấp hỗ trợ Chú thích Chi tiết (CC) tại thời điểm ra mắt, nhưng ban đầu thiếu hỗ trợ cho mô tả âm thanh (AD) dành cho người khiếm thị. Vào tháng 10 năm 2020, American Council of the Blind thông báo rằng họ đã đạt được thỏa thuận với WarnerMedia, theo đó ít nhất 1.500 giờ nội dung HBO Max sẽ có sẵn mô tả âm thanh trước cuối tháng 3 năm 2021, tăng lên ít nhất 6.000 giờ vào tháng 3 năm 2023, cùng với các cải tiến khác về khả năng tiếp cận trên trang web và ứng dụng vào tháng 9 năm 2021. HBO Max sau đó đã bắt đầu triển khai mô tả âm thanh cho một số tựa phim vào ngày 26 tháng 3 năm 2021.

## Phân phối

### Hoa Kỳ
Phần lớn người đăng ký dịch vụ truyền hình trả tiền HBO (trước đây bao gồm HBO Go) và hầu hết khách hàng đã đăng ký HBO Now tại thời điểm ra mắt có thể truy cập HBO Max mà không phải trả thêm phí, với cả ba dịch vụ này thường có cùng mức giá $14,99 mỗi tháng. Tuy nhiên, quá trình chuyển đổi này phụ thuộc vào việc nhà cung cấp hoặc đơn vị thanh toán hiện tại của khách hàng đã ký kết một thỏa thuận phân phối mới cho HBO Max với WarnerMedia.
Vào ngày 27 tháng 5 năm 2020, như một phần của thỏa thuận với Time Warner nhằm gia hạn hợp đồng phát sóng cho các mạng của Turner Broadcasting System và trao quyền phân phối kênh HBO tuyến tính cho dịch vụ truyền hình qua internet Sling TV, Dish Network đã đảm bảo tùy chọn trở thành đối tác phân phối cho HBO Max sau khi giai đoạn độc quyền với Apple kết thúc. Nội dung HBO cũng có sẵn dưới dạng tiện ích bổ sung cao cấp cho DirecTV Stream và Hulu với mức giá $14,99 tương tự như HBO Max.
Khi công bố HBO Max, WarnerMedia ngay lập tức xác nhận rằng những người đăng ký HBO trên các nền tảng thuộc sở hữu của AT&T (bao gồm AT&T TV, DirecTV, U-verse, và AT&T Mobility) sẽ nhận được HBO Max ngay khi ra mắt mà không phải trả thêm phí. Khách hàng của AT&T đăng ký các gói internet, truyền hình và di động cao cấp nhất cũng sẽ nhận được HBO Max miễn phí, trong khi những người dùng gói thấp hơn sẽ được dùng thử miễn phí từ một tháng đến một năm. Những người đăng ký HBO Now được thanh toán trực tiếp bởi HBO cũng đã được chuyển sang HBO Max khi ra mắt mà không mất thêm phí. Vào ngày 27 tháng 4 năm 2020, một thỏa thuận đã được công bố để chuyển người đăng ký HBO Now thông qua Apple (bao gồm cả đăng ký trong ứng dụng và Apple TV Channels) sang HBO Max. Nội dung từ HBO Max sẽ được liệt kê trong ứng dụng Apple TV app, đồng thời có một trung tâm HBO Max chuyên dụng trong ứng dụng. Trên các thiết bị Apple TV, HBO Max có sẵn cho Apple TV thế hệ thứ tư thông thường và các thế hệ thứ năm và thứ sáu của Apple TV 4K; các phiên bản cũ hơn không hỗ trợ tải xuống ứng dụng của bên thứ ba sẽ không được hỗ trợ.
WarnerMedia sau đó đã đàm phán với các nhà cung cấp truyền hình trả tiền khác để đạt được các thỏa thuận tương tự. Vào ngày 20 tháng 2 năm 2020, WarnerMedia công bố một thỏa thuận phân phối với YouTube TV, cho phép các thành viên thêm HBO và Cinemax, đồng thời cũng có thể bao gồm HBO Max dưới dạng tiện ích bổ sung. Vào ngày 15 tháng 4 năm 2020, WarnerMedia thông báo một thỏa thuận tương tự với Charter Spectrum (đơn vị đã mua lại bộ phận cáp của Warner sau khi nó tách ra vào năm 2009, vào tháng 5 năm 2016) để cung cấp quyền truy cập vào HBO Max cho các thuê bao HBO thông qua thông tin đăng nhập TV Everywhere. Một thỏa thuận tương tự đã được công bố với Hulu vào ngày 1 tháng 5 đối với hầu hết các thuê bao hiện tại thông qua Hulu + Live TV, cũng như khả năng được cung cấp dưới dạng tiện ích bổ sung cho tất cả các gói dịch vụ khác. Vào ngày 20 tháng 5 năm 2020, WarnerMedia thông báo đã đạt được các thỏa thuận phân phối với Altice USA, Cox Communications, Xbox, Samsung, PlayStation, Verizon Communications và Hiệp hội Hợp tác Truyền hình Cáp Quốc gia (NCTC). Một thỏa thuận với Comcast (Xfinity) đã được công bố vài giờ sau khi nền tảng này ra mắt. Max cũng có sẵn trên Xfinity Flex và trình phát luồng Cox Contour.
Các nền tảng nổi bật nhất không đạt được thỏa thuận phân phối HBO Max tại thời điểm ra mắt là Amazon (nhà sản xuất thiết bị Fire TV và Fire HD) và Roku, hai công ty này ước tính kiểm soát 70% thị trường thiết bị phát trực tuyến tại Hoa Kỳ. Trên cả hai nền tảng này, nội dung HBO không thuộc Max vẫn có sẵn như bình thường thông qua các kênh tương ứng của họ hoặc thông qua HBO Now (được đổi tên thành "HBO" vào ngày 31 tháng 7 năm 2020), trong khi các thỏa thuận cho HBO Max đang được đàm phán. Vào ngày 13 tháng 5 năm 2020, John Stankey, CEO của AT&T, tiết lộ với Variety rằng Amazon rất khó có khả năng trở thành đối tác ra mắt cho HBO Max; hai bên đã rơi vào bế tắc sau khi ra mắt, được cho là do bất đồng về việc liệu Amazon có thể lưu trữ nội dung bổ sung của Max trực tiếp trên nền tảng Amazon Prime Video Channels giống như cách hiện tại với HBO hay không. Vào ngày 16 tháng 11 năm 2020, WarnerMedia và Amazon thông báo đã đạt được thỏa thuận để cung cấp HBO Max trên các thiết bị Fire TV và Fire Tablet bắt đầu từ ngày hôm sau, đồng thời cho phép người đăng ký HBO qua Prime Video Channels truy cập ứng dụng HBO Max mà không mất thêm phí (mặc dù nội dung bổ sung của Max sẽ không được lưu trữ trên nền tảng Prime Video Channels). Cuộc tranh chấp với Roku được cho là xoay quanh vấn đề hoa hồng phân phối và doanh thu quảng cáo trên tầng hỗ trợ quảng cáo trong tương lai. Vào ngày 16 tháng 12 năm 2020, WarnerMedia và Roku thông báo đã đạt được thỏa thuận để cung cấp HBO Max trên các thiết bị Roku bắt đầu từ ngày hôm sau, đồng thời cho phép người đăng ký HBO qua Roku Channels truy cập ứng dụng HBO Max mà không mất thêm phí (mặc dù nội dung bổ sung của Max sẽ không được lưu trữ trên nền tảng Roku Channels); ngược lại, các điều khiển từ xa Roku trong vòng năm năm qua có nút tắt ứng dụng HBO Now giờ sẽ dẫn người dùng trực tiếp đến ứng dụng HBO Max. Dish Network cũng từng bị một số báo cáo truyền thông nhầm lẫn là bên không đạt được thỏa thuận; thực tế, HBO đã không còn khả dụng trên Dish kể từ cuối năm 2018 do một tranh chấp riêng biệt. Vào ngày 29 tháng 7 năm 2021, WarnerMedia và Dish thông báo đã đạt được thỏa thuận để giải quyết tranh chấp, khôi phục HBO trên dịch vụ vệ tinh của Dish, đồng thời cung cấp quyền truy cập vào HBO Max cho người đăng ký HBO qua Dish mà không mất thêm phí.
Có kế hoạch giới thiệu một tầng hỗ trợ quảng cáo cho HBO Max vào năm 2021, và AT&T sau đó thông báo trong sự kiện Investor Day vào ngày 12 tháng 3 năm 2021 rằng tầng này sẽ ra mắt vào tháng 6 cùng năm. Nội dung gốc của HBO sẽ tiếp tục không có quảng cáo đối với người đăng ký tầng này, nhưng tầng này sẽ không cho phép truy cập vào các bộ phim chiếu rạp trong ngày. WarnerMedia sau đó thông báo trong buổi giới thiệu upfront năm 2021 vào ngày 19 tháng 5 rằng tầng hỗ trợ quảng cáo sẽ ra mắt vào tuần đầu tiên của tháng 6 với mức giá $9,99 mỗi tháng. Tầng này cuối cùng đã ra mắt vào ngày 3 tháng 6, đồng thời bổ sung tùy chọn gói hàng năm cho cả hai tầng (giá $99,99/năm cho tầng hỗ trợ quảng cáo và $149,99/năm cho tầng không quảng cáo).

### Mở rộng quốc tế
Các phiên bản địa phương hóa của HBO Max đã ra mắt vào ngày 29 tháng 6 năm 2021 tại Mỹ Latinh và Caribe, vào ngày 26 tháng 10 năm 2021 tại Andorra, Tây Ban Nha và Bắc Âu (trừ Iceland), và vào ngày 8 tháng 3 năm 2022 tại Trung và Đông Âu cũng như Bồ Đào Nha, một phần bằng cách chuyển đổi các dịch vụ phát trực tuyến hiện có do HBO vận hành ở một số thị trường này sang nền tảng HBO Max. Trong thời gian chờ đợi, một số chương trình gốc của HBO Max đã được cung cấp trên các nền tảng quốc tế hiện có của WarnerMedia, bao gồm cả HBO Asia. Việc ra mắt HBO Max tại châu Âu có một chương trình khuyến mãi đáng chú ý, cung cấp dịch vụ với mức giảm giá 50% "suốt đời" cho người đăng ký mới miễn là họ duy trì gói đăng ký của mình.
Tại các quốc gia khác, các chương trình gốc của HBO và/hoặc Max được cấp phép cho mạng lưới và dịch vụ phát trực tuyến bên thứ ba theo các thỏa thuận dài hạn. Trong những trường hợp này, Max để các chủ sở hữu quyền quyết định xem có cung cấp nội dung của mình qua hình thức phát trực tuyến hay không. Phạm vi và thời lượng của các thỏa thuận này khác nhau tùy theo quốc gia; không phải tất cả các mạng lưới phát sóng chương trình HBO đều phát sóng chương trình Max, và trong một số trường hợp, các chương trình riêng lẻ được phát trên các dịch vụ khác nhau.
WarnerMedia cho biết vào cuối năm 2019 rằng họ dự định tiếp tục duy trì các đối tác cấp phép quốc tế hiện có của HBO trong thời gian tới. Tuy nhiên, như một phần của việc tái cấu trúc WarnerMedia được công bố vào tháng 8 năm 2020, chủ tịch WarnerMedia Jason Kilar cho biết HBO Max sẽ mở rộng phạm vi hoạt động toàn cầu. Giám đốc điều hành Andy Forssell sau đó cho biết công ty cuối cùng có kế hoạch đưa HBO Max hoạt động tại 190 quốc gia, nhưng vẫn chưa quyết định lộ trình cho hầu hết các quốc gia còn lại.
Sau khi WarnerMedia sáp nhập với Discovery, Inc. vào tháng 4 năm 2022, Warner Bros. Discovery đã quyết định tạm ngừng mở rộng quốc tế của HBO Max để thay thế dịch vụ hiện có, cũng như HBO Go tại khu vực châu Á - Thái Bình Dương, bằng Max, đồng thời tiếp tục cấp phép nội dung của mình cho các nhà phân phối quốc tế khác như Sky Europe và Foxtel tại các thị trường mà HBO Max chưa có mặt, nhằm đạt được sự ổn định tài chính cho công ty. Điều này cũng bao gồm việc hoãn ra mắt Max tại Pháp và Bỉ đến mùa hè năm 2024, mặc dù trước đó đã có kế hoạch ra mắt dịch vụ dưới tên HBO Max vào năm 2023. Các kế hoạch mở rộng Max dự kiến sẽ được khởi động lại vào khoảng năm 2026.

### Mỹ Latinh và Caribe
HBO Max được ra mắt vào ngày 29 tháng 6 năm 2021 tại 39 quốc gia thuộc khu vực Mỹ Latinh và Caribe, nơi HBO đã trực tiếp vận hành dịch vụ phát trực tuyến HBO Go và các kênh truyền hình cao cấp. Vào ngày 27 tháng 2 năm 2024, HBO Max tại Mỹ Latinh và Caribe đã được đổi thương hiệu thành **Max**.

### Canada
Max không hoạt động tại Canada; hầu hết quyền phân phối nội dung gốc của Max (Max Original) do Warner Bros. hoặc các công ty con sản xuất thuộc về Bell Media, công ty này phân phối chúng thông qua dịch vụ OTT Crave và các dịch vụ truyền hình trả tiền bằng tiếng Anh và tiếng Pháp của mình là Crave và Super Écran (những dịch vụ này bao gồm quyền truy cập vào phiên bản OTT của Crave thông qua thông tin đăng nhập TV Everywhere). Thỏa thuận này được công bố lần đầu tiên vào năm 2019, đồng thời gia hạn quyền phân phối các chương trình mới nhất của HBO (Bell vận hành một kênh HBO như một phần phụ của Crave) và quyền phát hành phim độc quyền từ Warner Bros. Pictures. Tuy nhiên, thỏa thuận này không bao gồm quyền phân phối các loạt phim do các hãng phim bên thứ ba sản xuất cho nền tảng Max. Thỏa thuận này gần đây đã được gia hạn thêm vào năm 2024 với thời hạn không xác định.
Thỏa thuận với Bell không bao gồm một số nội dung dành cho giới trẻ và gia đình của Max, thay vào đó những nội dung này đã được Corus Entertainment mua lại để phát sóng trên các kênh chuyên biệt dành cho trẻ em của họ (kết hợp với thỏa thuận phát hành lâu dài của công ty với Cartoon Network).

### Châu Âu

#### Vương quốc Anh, Ireland, Đức, Thụy Sĩ, Áo và Ý
Dưới một thỏa thuận dài hạn đến năm 2024 giữa HBO và Sky Group (Comcast), Sky vận hành kênh Sky Atlantic, phát sóng phần lớn nội dung của HBO. Sky Atlantic có mặt tại Vương quốc Anh, Ireland, Đức, Thụy Sĩ, Áo và Ý. Vào tháng 2 năm 2011, Sky Atlantic ra mắt trên nền tảng Sky tại Vương quốc Anh và Ireland, với một thỏa thuận phân phối với HBO để cung cấp phần lớn nội dung của mình trên kênh này. Theo thỏa thuận kéo dài 5 năm giữa HBO và Sky, các chương trình mới của HBO sẽ được phát sóng trên Sky Atlantic trước khi xuất hiện trên các kênh truyền hình khác trong Vương quốc Anh và Ireland. Trước năm 2011, TG4 tại Ireland từng có thỏa thuận dài hạn để phát sóng nội dung HBO miễn phí, nhưng việc này đã chấm dứt sau khi Sky Atlantic ra đời. Tại nhiều quốc gia khác, Max đã cấp quyền độc quyền cho các mạng lưới truyền hình thuộc bên thứ ba, bao gồm Sky Atlantic tại Vương quốc Anh.
Vào tháng 3 năm 2021, WarnerMedia xác nhận rằng HBO Max sẽ không ra mắt tại Anh, Ireland, Đức, Thụy Sĩ, Áo và Ý trước năm 2025 do thỏa thuận hiện có về nội dung HBO với Sky Group, được gia hạn vào năm 2019, nhưng không tự động bao gồm các chương trình gốc của Max (Max Originals) do các công ty bên thứ ba hoặc chính Warner Bros. Television sản xuất.
Vào ngày 9 tháng 12 năm 2024, Warner Bros. Discovery và Sky thông báo về một đối tác liên kết không độc quyền hoàn toàn mới tại Vương quốc Anh và Ireland, nơi Max dự kiến sẽ ra mắt vào đầu năm 2026. Sau khi ra mắt, khách hàng của Sky Cinema sẽ được truy cập phiên bản hỗ trợ quảng cáo của Max mà không phải trả thêm phí.

#### Các nước Bắc Âu và Tây Ban Nha
Vào ngày 15 tháng 8 năm 2012, HBO công bố kế hoạch ra mắt HBO Nordic, một dịch vụ phân phối video đa nền tảng phục vụ Na Uy, Đan Mạch, Thụy Điển và Phần Lan, được tạo ra thông qua liên doanh với Parsifal International. Dịch vụ video theo yêu cầu này ra mắt vào tháng 12 năm 2012. Nội dung HBO cũng được phát sóng tại Iceland trên kênh Stöð 2. Tại Tây Ban Nha, chương trình HBO trước đây được phát sóng trên dịch vụ truyền hình trả tiền Canal+, kể từ năm 2011. Năm 2016, khi thương hiệu Canal+ ngừng hoạt động tại Tây Ban Nha, HBO đã ra mắt dịch vụ phát trực tuyến độc lập gọi là HBO España, tương đương với HBO Now và HBO Nordic tại Tây Ban Nha.
HBO Europe đã nhiều lần tuyên bố rằng họ không biết liệu dịch vụ hiện tại của mình có bị thay thế bởi HBO Max hay không, cũng như liệu giá cước của họ có tăng hay không. Tuy nhiên, vào tháng 12 năm 2020, người đứng đầu HBO Max, Andy Forssell, tiết lộ rằng tất cả các dịch vụ HBO tại châu Âu, bao gồm HBO España và HBO Nordic, sẽ được thay thế bằng HBO Max. Vào ngày 26 tháng 10 năm 2021, HBO Max đã ra mắt tại các nước Bắc Âu (trừ Iceland) và Tây Ban Nha cùng Andorra.
Từ năm 2024, nội dung của HBO Max bắt đầu được tích hợp vào các gói cao cấp hơn của dịch vụ truyền hình Tây Ban Nha Movistar Plus+, với toàn bộ nội dung từ dịch vụ này trở nên có sẵn trên Movistar Plus+ vào tháng 4 năm 2024. Việc đổi thương hiệu thành Max có hiệu lực vào ngày 21 tháng 5 năm 2024.

#### Các nước Trung và Đông Âu và Bồ Đào Nha
Trong thập kỷ 2010, HBO Europe đã ra mắt dịch vụ phát trực tuyến HBO Go tại 13 quốc gia ở Trung và Đông Âu. Trước đây, các chương trình của HBO tại Bồ Đào Nha được phát sóng trên kênh truyền hình cao cấp TVSéries thuộc dịch vụ của TVCine, kể từ năm 2015. Vào năm 2019, chưa đầy một năm trước khi TVSeries ngừng hoạt động, HBO Europe đã ra mắt dịch vụ phát trực tuyến độc lập có tên là HBO Portugal. Tương tự như tại Bắc Âu và Tây Ban Nha, HBO Max đã được ra mắt tại Bồ Đào Nha và Trung và Đông Âu vào ngày 8 tháng 3 năm 2022, thay thế cho HBO Portugal và HBO Go.
Các kế hoạch giới thiệu HBO Max tại một số quốc gia Đông Âu mà HBO Go không có mặt, chẳng hạn như Thổ Nhĩ Kỳ và Hy Lạp, đã được công bố vào tháng 10 năm 2021, nhưng sau đó các kế hoạch này đã bị hủy bỏ. Thay vào đó, Vodafone TV tại Hy Lạp và nhiều nhà cung cấp TV tại Thổ Nhĩ Kỳ, bao gồm Digiturk, đã nhận được quyền phát sóng một số nội dung của HBO và Max.
Việc đổi thương hiệu thành Max có hiệu lực vào ngày 21 tháng 5 năm 2024, ngoại trừ tại Ba Lan, nơi việc này diễn ra vào ngày 11 tháng 6. Việc đổi thương hiệu sang Max cũng sẽ mang lại khả năng phát trực tiếp tất cả các mạng truyền hình tuyến tính của TVN Warner Bros. Discovery tại Ba Lan trong gói bổ sung Thể thao, ngoại trừ Cinemax 1 và Cinemax 2. Trong khi đó, người dùng tại Ba Lan không đăng ký gói bổ sung sẽ chỉ có thể phát trực tiếp ba kênh HBO tại Ba Lan và mạng truyền hình miễn phí TVN.

#### Pháp
Ngày 13 tháng 11 năm 2008, Orange đã ra mắt gói kênh Orange Cinéma Séries (đổi tên thành OCS vào năm 2012), gồm năm kênh dành riêng cho phim ảnh và loạt phim. Cùng năm đó, OCS đã ký thỏa thuận dài hạn với HBO. Ngày 10 tháng 10 năm 2013, họ ra mắt kênh OCS City (ban đầu được đặt biệt danh là Génération HBO) để phát sóng các sản phẩm của HBO. Thư viện HBO cũng có sẵn để phát trực tuyến trên dịch vụ phát trực tuyến của họ. Từ năm 2019 đến 2023, OCS có quyền độc quyền hoàn toàn đối với thư viện HBO tại Pháp. Trước đó, các kênh khác như Canal+, Canal+ Séries hoặc NT1 có thể phát lại các loạt phim HBO đã chọn sau khi chúng kết thúc trên OCS. Tuy nhiên, OCS không có quyền đối với thư viện Max. Thỏa thuận này kết thúc vào tháng 12 năm 2022, với các sản phẩm HBO rời khỏi OCS từ tháng 1 năm 2023.
Vào tháng 10 năm 2021, cựu giám đốc điều hành của Canal+, Vera Peltekian, được bổ nhiệm làm phó chủ tịch và biên tập viên phụ trách nội dung gốc của HBO Max tại Pháp. Việc ra mắt HBO Max tại Pháp dự kiến diễn ra vào năm 2023, nhưng đã bị hoãn lại sau khi Warner Bros. Discovery quyết định tạm dừng mở rộng toàn cầu của HBO Max để thay thế dịch vụ hiện có bằng Max trước. Trong thời gian chờ đợi, Canal+, TF1 Group và Warner TV phát sóng một số loạt phim chính kịch live-action gốc của Max do Warner Bros. sản xuất, một số phim và chương trình tái hợp đặc biệt. Các chương trình không thuộc sở hữu của Warner Bros. (như Love Life của Lionsgate Television) đã được cấp phép riêng lẻ cho các đài phát thanh khác của Pháp.
Vào tháng 10 năm 2022, Amazon Prime Video đã ký thỏa thuận với Warner Bros. Discovery để phân phối các chương trình của HBO Max thuộc sở hữu của Warner Bros. tại Pháp. Vào tháng 1 năm 2023, thông báo rằng thỏa thuận này đã được mở rộng cho tất cả các sản phẩm của HBO, sau khi thỏa thuận với OCS về các sản phẩm HBO hết hạn, cũng như các kênh truyền hình tuyến tính của Warner Bros. Discovery, sau khi thỏa thuận với Canal+ về việc vận hành các kênh này kết thúc. Tất cả nội dung này đều có sẵn trên dịch vụ thông qua Le Pass Warner ("The Warner Pass"), một kênh dựa trên đăng ký, được ra mắt vào ngày 16 tháng 3 năm 2023. Một số chương trình được chọn (như The Last of Us, Peacemaker, Pretty Little Liars: Original Sin và The Sex Lives of College Girls) đã được phát hành mà không cần đăng ký kênh trong một khoảng thời gian giới hạn. Warner Pass đã bị xóa khỏi dịch vụ sau khi Max ra mắt tại Pháp, với người đăng ký tự động chuyển sang gói Max.
Dịch vụ này đã được ra mắt dưới tên Max tại Pháp vào ngày 11 tháng 6 năm 2024. Tại Pháp, dịch vụ này cũng bao gồm quyền truy cập vào các kênh truyền hình tuyến tính của Warner Bros. Discovery tại Pháp (Warner TV, Warner TV Next và các kênh khác), cùng với tùy chọn đăng ký gói bổ sung tập trung vào thể thao, bao gồm nhiều sự kiện thể thao trực tiếp và quyền truy cập vào các kênh tuyến tính của Eurosport. Trong thời gian diễn ra Thế vận hội Mùa hè 2024, dịch vụ này sẽ chia sẻ việc phát sóng với France Télévisions, và sẽ phủ sóng sự kiện mà không cần đăng ký gói bổ sung thể thao. Gói không quảng cáo của dịch vụ cũng có sẵn như một kênh dựa trên đăng ký trên các nền tảng khác như Amazon Prime Video hoặc Canal+.

#### Hà Lan và Bỉ

Một phiên bản của logo dịch vụ phát trực tuyến, giữ lại tên cũ 'HBO Max,' được sử dụng tại Bỉ và Hà Lan.

Vào ngày 9 tháng 2 năm 2012, HBO Netherlands bắt đầu hoạt động như một liên doanh giữa HBO và nhà cung cấp cáp Hà Lan Ziggo. HBO Netherlands phát sóng dưới dạng dịch vụ đa kênh ba kênh, đồng thời cung cấp phiên bản địa phương hóa của HBO Go cho người đăng ký. HBO Netherlands không giới hạn ở người dùng Ziggo; thay vào đó, nhiều nhà cung cấp cáp Hà Lan đã cung cấp HBO Netherlands. Tuy nhiên, vào ngày 28 tháng 9 năm 2016, HBO Netherlands thông báo rằng họ sẽ ngừng hoạt động vào ngày 31 tháng 12 năm 2016. Cùng ngày hôm đó, có thông báo rằng Ziggo đã mua quyền độc quyền đối với nội dung của HBO. Vào ngày 1 tháng 11 năm 2016, có thông báo rằng Ziggo sẽ cung cấp nội dung của HBO độc quyền như một phần của dịch vụ mới Movies & Series bắt đầu từ tháng 1 năm 2017. Vào tháng 9 năm 2021, có thông báo rằng quyền phát sóng nội dung HBO của Ziggo sẽ hết hạn vào cuối năm. Ziggo xác nhận rằng quyền phát sóng nội dung HBO của họ sẽ hết hạn vào ngày 1 tháng 1 năm 2022, do WarnerMedia ra mắt HBO Max tại Hà Lan vào năm 2022. Tuy nhiên, một số mùa gần đây vẫn sẽ được giữ lại trên dịch vụ Movies & Series.
Ngày 1 tháng 2 năm 2022, ngày ra mắt chính thức được công bố là ngày 8 tháng 3 năm 2022.
Tại Bỉ, nội dung của HBO và Max được phát sóng thông qua các nhà cung cấp truyền hình trả tiền BeTV và Streamz (Telenet).
Việc đổi thương hiệu thành Max tại Hà Lan diễn ra vào ngày 11 tháng 6 năm 2024, cùng với đợt ra mắt nhẹ nhàng tại Bỉ trước khi ra mắt đầy đủ vào ngày 1 tháng 7, nhưng tên "HBO Max" vẫn được giữ lại do xung đột nhãn hiệu với Omroep MAX, một thành viên của hệ thống phát thanh truyền hình công cộng Hà Lan, cũng như VRT MAX, một nền tảng phát trực tuyến của VRT.

### Úc và New Zealand
Fox Showcase, một dịch vụ truyền hình cao cấp tại Úc, bắt đầu phát sóng các chương trình gốc của HBO vào năm 2012 thông qua một thỏa thuận phân phối được cấp phép với nhà cung cấp truyền hình trả phí Foxtel. Trước đó, một số nội dung hạn chế của HBO đã được phát sóng thông qua mạng lưới Movie Network hiện đã ngừng hoạt động, vốn được thành lập bởi HBO (thông qua Time Warner), Village Roadshow, Metro-Goldwyn-Mayer và Disney–ABC International Television. Các chương trình gốc của HBO cũng có sẵn theo yêu cầu thông qua các dịch vụ của Foxtel như Foxtel Now và Binge. Sky Movies tại New Zealand ban đầu hoạt động như một liên doanh giữa HBO và Sky Network Television. Kênh này được đổi tên thành HBO vào năm 1993; sau đó Time Warner bán phần cổ phần của mình trong dịch vụ này cho Sky vào năm 1998, và nó được đổi tên trở lại thành Sky Movies. Hiện tại, các chương trình của HBO đang được phát sóng trên kênh Sky HBO và dịch vụ phát trực tuyến trả phí Neon tại New Zealand. Các thỏa thuận với một số đối tác khác, bao gồm Foxtel ở Úc và Sky ở New Zealand, bao gồm một phần đáng kể nội dung gốc của HBO Max, đã được ký kết hoặc gia hạn trong khoảng thời gian từ 2019 đến 2021.
Foxtel và Warner Bros Discovery đã gia hạn quan hệ đối tác vào tháng 2 năm 2023, giúp nội dung của HBO và Warner Bros. có sẵn trên các kênh truyền hình trả phí của Foxtel cũng như các dịch vụ phát trực tuyến Foxtel Now và Binge. Tuy nhiên, trong một thông cáo báo chí, James Gibbons, chủ tịch kiêm giám đốc điều hành của Warner Bros. Discovery khu vực Tây Thái Bình Dương, cho biết thỏa thuận gia hạn với Foxtel "cũng tạo ra sự linh hoạt cho các hợp tác trong tương lai, bao gồm dịch vụ phát trực tuyến trong tương lai của chúng tôi", có thể ám chỉ kế hoạch ra mắt Max tại Úc trong tương lai.
Vào giữa tháng 10 năm 2024, Warner Bros Discovery và Sky New Zealand đã ký một thỏa thuận đối tác mới, cho phép Sky tiếp tục là nhà phân phối độc quyền cả nội dung của HBO và Max tại New Zealand từ ngày 30 tháng 10 năm 2024. Theo thỏa thuận, Sky New Zealand sẽ tổ chức Max dưới dạng một trung tâm trên nền tảng Sky Box, Sky Pod và Sky Go, cũng như dịch vụ phát trực tuyến Neon của họ. Kênh SoHo cũng sẽ được cải tiến thành một kênh HBO tuyến tính, phát sóng nội dung gốc của HBO (HBO Original).

### Châu Á - Thái Bình Dương

#### Đông Nam Á, Ấn Độ, Hồng Kông và Đài Loan
Vào tháng 6 năm 2021, WarnerMedia đã bổ nhiệm một giám đốc điều hành để phụ trách việc ra mắt HBO Max tại tám quốc gia ở Đông Nam Á và nghiên cứu khả năng ra mắt HBO Max tại thị trường Ấn Độ.
Warner Bros. Discovery Ấn Độ quyết định ra mắt các chương trình gốc của HBO Max, bao gồm cả phim điện ảnh gốc, trên nền tảng Amazon Prime Video, và trên Disney+ Hotstar (cho đến năm 2023) do một thỏa thuận trước đó được ký kết vào năm 2016. Sau đó, nội dung này chuyển sang nền tảng JioCinema của Viacom18 vào ngày 1 tháng 5 năm 2023.
Ban đầu, HBO Max dự kiến sẽ ra mắt tại Đông Nam Á, nhưng kế hoạch này đã bị tạm dừng. Thay vào đó, dịch vụ này ra mắt với tên gọi Max tại Malaysia, Indonesia, Thái Lan, Singapore, Philippines, Hồng Kông và Đài Loan vào ngày 19 tháng 11 năm 2024, thay thế cho dịch vụ HBO Go tại châu Á.

#### Nhật Bản
Tại Nhật Bản, U-Next đã đạt được thỏa thuận phát sóng các chương trình gốc của HBO và HBO Max bắt đầu từ ngày 1 tháng 4 năm 2021. Thỏa thuận này thay thế hợp đồng trước đó giữa HBO và Amazon Prime Video Nhật Bản. Thỏa thuận giữa Warner Bros. Discovery và U-Next được gia hạn vào tháng 3 năm 2023, biến nền tảng này trở thành ngôi nhà của nội dung HBO tại Nhật Bản trong một thỏa thuận "đa năm" giữa hai bên. Vào ngày 18 tháng 9 năm 2024, Warner Bros. Discovery đã ký kết thỏa thuận đối tác độc quyền với U-Next. Thỏa thuận này cho phép Max ra mắt trong hệ thống U-Next, cung cấp thư viện hơn 2.500 tác phẩm và 16.000 tập phim từ 8 thương hiệu, bao gồm HBO, Max Originals, Harry Potter, DC, Warner Bros., Cartoon Network, Discovery Channel và Animal Planet. Dịch vụ chính thức ra mắt vào lúc 2:00 chiều ngày 25 tháng 9 năm 2024.

### Trung Đông và Bắc Phi
OSN hiện đang phát sóng nội dung HBO tại 22 quốc gia thuộc khu vực Trung Đông và Bắc Phi trên các kênh tuyến tính cũng như dịch vụ phát trực tuyến OSN+. Một thỏa thuận cấp phép độc quyền dài hạn đã được gia hạn vào tháng 3 năm 2023, điều này có nghĩa là việc ra mắt Max trong khu vực này khó có thể xảy ra trong tương lai gần.

## Ra mắt

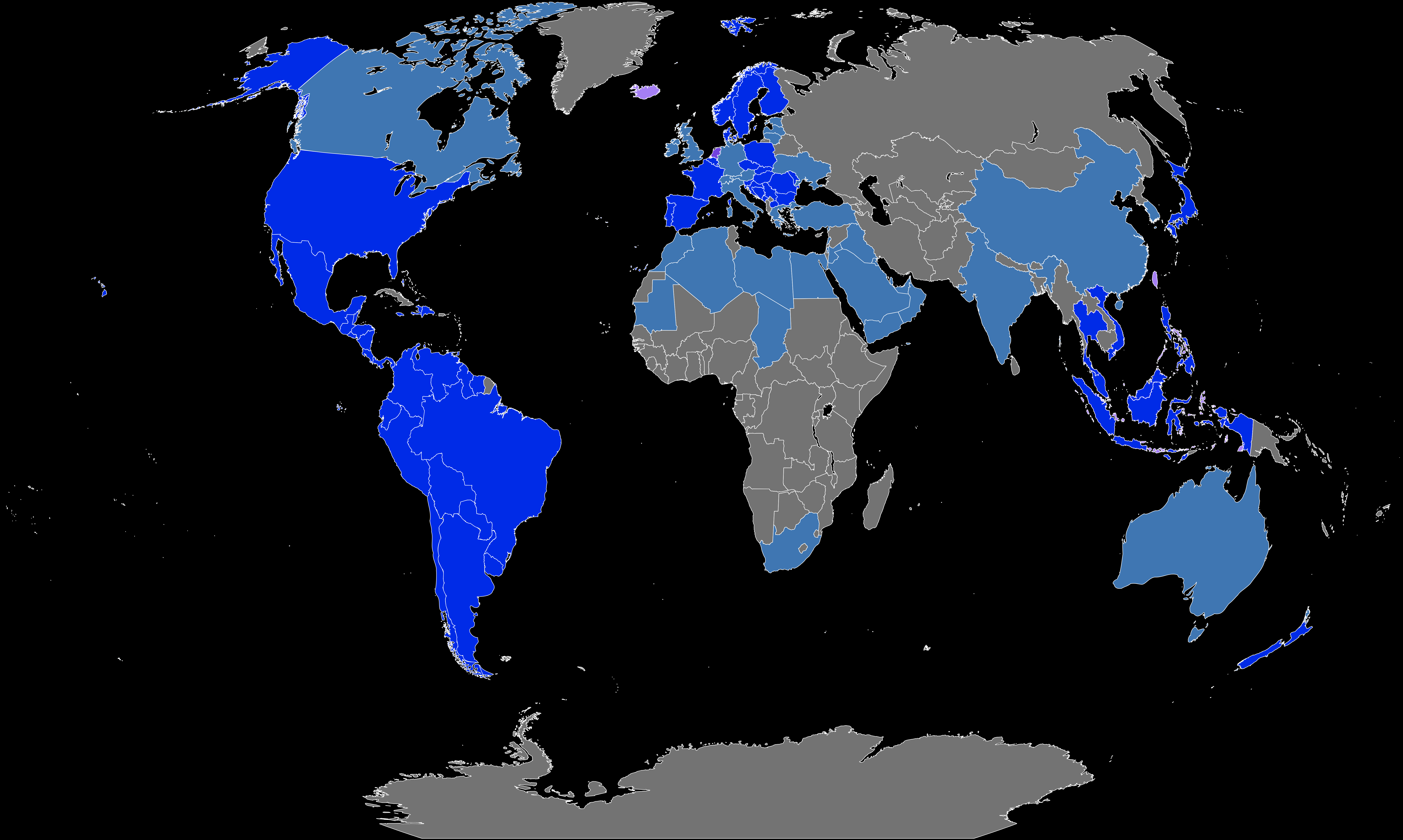
Phạm vi hoạt động của Max, tính đến ngày 19 tháng 11 năm 2024:
Có sẵn
Đối tác khu vực, ra mắt trong tương lai gần
HBO GO, được đổi thương hiệu thành Max
HBO Max
Không có sẵn

| Quốc gia/Lãnh thổ           | Ra mắt dưới tên HBO Max                                        | Đổi thương hiệu/ra mắt dưới tên Max                  |
| --------------------------- | -------------------------------------------------------------- | ---------------------------------------------------- |
| Hoa Kỳ                      | 27 tháng 5 năm 2020                                            | 23 tháng 5 năm 2023                                  |
| Anguilla                    | 29 tháng 6 năm 2021                                            | 27 tháng 2 năm 2024                                  |
| Antigua và Barbuda          | 29 tháng 6 năm 2021                                            | 27 tháng 2 năm 2024                                  |
| Argentina                   | 29 tháng 6 năm 2021                                            | 27 tháng 2 năm 2024                                  |
| Aruba                       | 29 tháng 6 năm 2021                                            | 27 tháng 2 năm 2024                                  |
| Bahamas                     | 29 tháng 6 năm 2021                                            | 27 tháng 2 năm 2024                                  |
| Barbados                    | 29 tháng 6 năm 2021                                            | 27 tháng 2 năm 2024                                  |
| Belize                      | 29 tháng 6 năm 2021                                            | 27 tháng 2 năm 2024                                  |
| Bolivia                     | 29 tháng 6 năm 2021                                            | 27 tháng 2 năm 2024                                  |
| Brazil                      | 29 tháng 6 năm 2021                                            | 27 tháng 2 năm 2024                                  |
| Quần đảo Virgin thuộc Anh   | 29 tháng 6 năm 2021                                            | 27 tháng 2 năm 2024                                  |
| Quần đảo Cayman             | 29 tháng 6 năm 2021                                            | 27 tháng 2 năm 2024                                  |
| Chile                       | 29 tháng 6 năm 2021                                            | 27 tháng 2 năm 2024                                  |
| Colombia                    | 29 tháng 6 năm 2021                                            | 27 tháng 2 năm 2024                                  |
| Costa Rica                  | 29 tháng 6 năm 2021                                            | 27 tháng 2 năm 2024                                  |
| Curaçao                     | 29 tháng 6 năm 2021                                            | 27 tháng 2 năm 2024                                  |
| Dominica                    | 29 tháng 6 năm 2021                                            | 27 tháng 2 năm 2024                                  |
| Cộng hòa Dominica           | 29 tháng 6 năm 2021                                            | 27 tháng 2 năm 2024                                  |
| Ecuador                     | 29 tháng 6 năm 2021                                            | 27 tháng 2 năm 2024                                  |
| El Salvador                 | 29 tháng 6 năm 2021                                            | 27 tháng 2 năm 2024                                  |
| Grenada                     | 29 tháng 6 năm 2021                                            | 27 tháng 2 năm 2024                                  |
| Guatemala                   | 29 tháng 6 năm 2021                                            | 27 tháng 2 năm 2024                                  |
| Guyana                      | 29 tháng 6 năm 2021                                            | 27 tháng 2 năm 2024                                  |
| Haiti                       | 29 tháng 6 năm 2021                                            | 27 tháng 2 năm 2024                                  |
| Honduras                    | 29 tháng 6 năm 2021                                            | 27 tháng 2 năm 2024                                  |
| Jamaica                     | 29 tháng 6 năm 2021                                            | 27 tháng 2 năm 2024                                  |
| Mexico                      | 29 tháng 6 năm 2021                                            | 27 tháng 2 năm 2024                                  |
| Montserrat                  | 29 tháng 6 năm 2021                                            | 27 tháng 2 năm 2024                                  |
| Nicaragua                   | 29 tháng 6 năm 2021                                            | 27 tháng 2 năm 2024                                  |
| Panama                      | 29 tháng 6 năm 2021                                            | 27 tháng 2 năm 2024                                  |
| Paraguay                    | 29 tháng 6 năm 2021                                            | 27 tháng 2 năm 2024                                  |
| Peru                        | 29 tháng 6 năm 2021                                            | 27 tháng 2 năm 2024                                  |
| Saint Kitts và Nevis        | 29 tháng 6 năm 2021                                            | 27 tháng 2 năm 2024                                  |
| Saint Lucia                 | 29 tháng 6 năm 2021                                            | 27 tháng 2 năm 2024                                  |
| Saint Vincent và Grenadines | 29 tháng 6 năm 2021                                            | 27 tháng 2 năm 2024                                  |
| Suriname                    | 29 tháng 6 năm 2021                                            | 27 tháng 2 năm 2024                                  |
| Trinidad và Tobago          | 29 tháng 6 năm 2021                                            | 27 tháng 2 năm 2024                                  |
| Quần đảo Turks và Caicos    | 29 tháng 6 năm 2021                                            | 27 tháng 2 năm 2024                                  |
| Uruguay                     | 29 tháng 6 năm 2021                                            | 27 tháng 2 năm 2024                                  |
| Venezuela                   | 29 tháng 6 năm 2021                                            | 27 tháng 2 năm 2024                                  |
| Andorra                     | 26 tháng 10 năm 2021                                           | 21 tháng 5 năm 2024                                  |
| Đan Mạch                    | 26 tháng 10 năm 2021                                           | 21 tháng 5 năm 2024                                  |
| Phần Lan                    | 26 tháng 10 năm 2021                                           | 21 tháng 5 năm 2024                                  |
| Na Uy                       | 26 tháng 10 năm 2021                                           | 21 tháng 5 năm 2024                                  |
| Tây Ban Nha                 | 26 tháng 10 năm 2021                                           | 21 tháng 5 năm 2024                                  |
| Thụy Điển                   | 26 tháng 10 năm 2021                                           | 21 tháng 5 năm 2024                                  |
| Bosnia và Herzegovina       | 8 tháng 3 năm 2022                                             | 21 tháng 5 năm 2024                                  |
| Bulgaria                    | 8 tháng 3 năm 2022                                             | 21 tháng 5 năm 2024                                  |
| Croatia                     | 8 tháng 3 năm 2022                                             | 21 tháng 5 năm 2024                                  |
| Cộng hòa Séc                | 8 tháng 3 năm 2022                                             | 21 tháng 5 năm 2024                                  |
| Hungary                     | 8 tháng 3 năm 2022                                             | 21 tháng 5 năm 2024                                  |
| Moldova                     | 8 tháng 3 năm 2022                                             | 21 tháng 5 năm 2024                                  |
| Montenegro                  | 8 tháng 3 năm 2022                                             | 21 tháng 5 năm 2024                                  |
| Bắc Macedonia               | 8 tháng 3 năm 2022                                             | 21 tháng 5 năm 2024                                  |
| Bồ Đào Nha                  | 8 tháng 3 năm 2022                                             | 21 tháng 5 năm 2024                                  |
| Romania                     | 8 tháng 3 năm 2022                                             | 21 tháng 5 năm 2024                                  |
| Serbia                      | 8 tháng 3 năm 2022                                             | 21 tháng 5 năm 2024                                  |
| Slovakia                    | 8 tháng 3 năm 2022                                             | 21 tháng 5 năm 2024                                  |
| Slovenia                    | 8 tháng 3 năm 2022                                             | 21 tháng 5 năm 2024                                  |
| Hà Lan                      | 8 tháng 3 năm 2022                                             | —                                                    |
| Ba Lan                      | 8 tháng 3 năm 2022                                             | 11 tháng 6 năm 2024                                  |
| Pháp                        | —                                                              | 11 tháng 6 năm 2024                                  |
| Bỉ                          | 11 tháng 6 năm 2024 (Tiếng Pháp)1 tháng 7 năm 2024 (toàn quốc) | —                                                    |
| Nhật Bản                    | —                                                              | 25 tháng 9 năm 2024 (qua U-Next)                     |
| New Zealand                 | —                                                              | 30 tháng 10 năm 2024 (qua Sky (New Zealand) và Neon) |
| Hồng Kông                   | —                                                              | 19 tháng 11 năm 2024                                 |
| Indonesia                   | —                                                              | 19 tháng 11 năm 2024                                 |
| Malaysia                    | —                                                              | 19 tháng 11 năm 2024                                 |
| Philippines                 | —                                                              | 19 tháng 11 năm 2024                                 |
| Singapore                   | —                                                              | 19 tháng 11 năm 2024                                 |
| Đài Loan                    | —                                                              | 19 tháng 11 năm 2024                                 |
| Thái Lan                    | —                                                              | 19 tháng 11 năm 2024                                 |
| Thổ Nhĩ Kỳ                  | —                                                              | Mùa xuân 2025                                        |
| Úc                          | —                                                              | Mùa hè 2025 (kế hoạch)                               |
| Áo                          | —                                                              | Đầu năm 2026 (kế hoạch)                              |
| Đức                         | —                                                              | Đầu năm 2026 (kế hoạch)                              |
| Ireland                     | —                                                              | Đầu năm 2026 (kế hoạch)                              |
| Ý                           | —                                                              | Đầu năm 2026 (kế hoạch)                              |
| Thụy Sĩ                     | —                                                              | Đầu năm 2026 (kế hoạch)                              |
| Vương quốc Anh              | —                                                              | Đầu năm 2026 (kế hoạch)                              |

## Đối tác phân phối hiện tại
| Quốc gia/Lãnh thổ        | Đối tác (dịch vụ chính)         | Hết hạn       | Tham khảo       |
| ------------------------ | ------------------------------- | ------------- | --------------- |
| Australia                | Foxtel (Showcase / Binge)       | 2025          | [ 283 ]         |
| Canada                   | Bell Media (HBO Canada / Crave) | 2025          | [ 201 ] [ 286 ] |
| Canada                   | Amazon Prime Video (StackTV)    | 2025          |                 |
| Trung Quốc               | Tencent Video                   | 2026          | [ 287 ] [ 288 ] |
| Trung Quốc               | Bilibili (chỉ phim)             | 2026          |                 |
| Estonia Latvia Lithuania | Go3                             | 2024          | [ 289 ]         |
| Estonia Latvia Lithuania | Telia                           | 2024          | [ 290 ]         |
| Đức Áo Thụy Sĩ           | Sky Deutschland                 | 2025          | [ 291 ]         |
| Đức Áo Thụy Sĩ           | RTL+                            | 2025          | [ 292 ]         |
| Hy Lạp                   | Vodafone Greece                 | 2025          | [ 239 ]         |
| Ấn Độ                    | Viacom18 (JioCinema)            | 2025          | [ 263 ] [ 264 ] |
| Ireland                  | Sky Ireland                     | 2025          | [ 291 ]         |
| Ý                        | Sky Italia                      | 2025          | [ 291 ]         |
| Trung Đông Bắc Phi       | OSN (OSN+)                      | 2025          | [ 293 ]         |
| Hàn Quốc                 | SK Telecom (Wavve)              | 2026          | [ 294 ]         |
| Hàn Quốc                 | Coupang Play                    | 2026          | [ 294 ]         |
| Châu Phi hạ Sahara       | Showmax                         | 2026          | [ 295 ]         |
| Thổ Nhĩ Kỳ               | Digiturk (Tod TV)               | 2025          | [ 240 ]         |
| Thổ Nhĩ Kỳ               | Warner Bros. Discovery (BluTV)  | Mùa xuân 2025 | [ 296 ]         |
| Ukraine                  | Kyivstar TV                     | N/A           |                 |
| Ukraine                  | Megogo                          | 2026          | [ 297 ]         |
| Vương quốc Anh           | Sky UK                          | 2025          | [ 291 ]         |

## Đón nhận

### Dưới tên HBO Max
HBO Max nhận được phản ứng trái chiều từ các nhà quan sát truyền thông khi ra mắt. Nội dung đa dạng mà dịch vụ cung cấp nhìn chung được đón nhận tích cực, nhưng nhiều người đã bình luận về khả năng gây nhầm lẫn với các nền tảng phát trực tuyến khác của HBO trước đây như HBO Go và HBO Now, cũng như mức giá thuê bao cao hơn so với các dịch vụ phát trực tuyến mới ra mắt khác như Disney+. Các nhà phê bình truyền hình cũng bày tỏ sự thất vọng vì thư viện các series gốc (không bao gồm nội dung dành cho người lớn vào ban đêm) của mạng lưới chị em Cinemax không có sẵn ngay trên HBO Max, mặc dù phần lớn nội dung này đã xuất hiện trên dịch vụ vào cuối năm 2021.
Vào tháng 7 năm 2020, AT&T công bố rằng HBO Max đã đạt 26,6 triệu người đăng ký sau tháng đầu tiên hoạt động, bao gồm 23,6 triệu khách hàng bán buôn, chủ yếu là những người đăng ký truyền hình trả tiền HBO trước đó được bao gồm trong các thỏa thuận mới, cho phép họ truy cập HBO Max mà không phải trả thêm phí. Tuy nhiên, chỉ có 4,1 triệu khách hàng đã kích hoạt tài khoản HBO Max tính đến thời điểm đó. Con số sau được nhiều nhà quan sát xem là một thất vọng, đặc biệt khi so sánh với Disney+, vốn đã đạt 10 triệu người đăng ký chỉ trong một ngày ra mắt; nhà phê bình truyền thông Ben Smith của The New York Times đã viết rằng WarnerMedia đã "xử lý sai lầm nghiêm trọng" trong việc ra mắt dịch vụ.
Tuy nhiên, các giám đốc điều hành của AT&T khẳng định rằng đây là một "lần ra mắt hoàn hảo" khi đề cập đến sự gia tăng mức độ tương tác của khách hàng so với HBO Now và tổng số lượng người đăng ký HBO hoặc HBO Max (36,3 triệu, so với 34,6 triệu người đăng ký HBO hoặc HBO Now vào cuối năm 2019), đồng thời thừa nhận rằng vẫn còn nhiều việc phải làm để thuyết phục những người đăng ký HBO hiện tại bắt đầu sử dụng ứng dụng HBO Max. Ban lãnh đạo trước đó đã lưu ý rằng HBO Max khởi đầu ở một vị trí khác so với các dịch vụ phát trực tuyến khác vì nó xây dựng dựa trên cơ sở người dùng HBO hiện có và phải tuân thủ các ràng buộc của nhiều thỏa thuận trước đây của HBO (như với Amazon và Roku).
Vào tháng 10 năm 2020, AT&T tiết lộ rằng số lượng người đăng ký HBO Max đã kích hoạt tài khoản đạt 8,6 triệu vào cuối tháng 9, trong khi số lượng người đăng ký danh nghĩa (đủ điều kiện) đạt 28,7 triệu. Tổng số người đăng ký HBO / HBO Max tại Hoa Kỳ cũng tăng lên 28 triệu. Sau khi đạt được thỏa thuận với Amazon vào tháng tiếp theo (báo cáo có khoảng 5 triệu người đăng ký HBO qua Prime Video Channels), số lượng người đủ điều kiện đăng ký HBO Max được hiểu là đã tăng lên hơn 33 triệu. Vào tháng 9 năm 2022, Warner Bros. Discovery bị một cổ đông kiện, cáo buộc rằng WarnerMedia đã phóng đại số lượng người đăng ký HBO Max bằng cách bao gồm cả các gói đăng ký chưa kích hoạt được đóng gói cùng với các dịch vụ của AT&T.

### Dưới tên Max
Khi ra mắt, người ta nhận thấy rằng Max đã nhóm các đạo diễn và biên kịch của các bộ phim và loạt phim truyền hình dưới một mục tín dụng duy nhất là "creators" (các nhà sáng tạo). Hiệp hội Đạo diễn Mỹ và Hiệp hội Biên kịch Mỹ khu vực Tây đã lên án động thái này trong bối cảnh các tranh chấp lao động ở Hollywood năm 2023. Max thông báo rằng họ sẽ sửa đổi phần tín dụng, đồng tình với sự phản đối từ các hiệp hội về việc ghi nhận đúng đắn cho các nhà sáng tạo, và giải thích rằng phần tín dụng bị thay đổi là kết quả của "một sự thiếu sót trong quá trình chuyển đổi kỹ thuật" từ HBO Max sang Max. Deadline Hollywood báo cáo rằng sự hợp nhất này là kết quả của các phòng ban IT thuộc WBD tạo ra "danh mục chung" cho phần danh đề để kịp chuẩn bị ra mắt, và các giám đốc điều hành, những người lẽ ra có thể can thiệp, đã không biết về mục danh đề đơn lẻ này cho đến khi cuộc tranh luận nổ ra trực tuyến sau khi dịch vụ ra mắt. Ngoài ra, có thông tin cho rằng việc chỉnh sửa sẽ mất "vài tuần", vì dịch vụ cần thực hiện điều chỉnh trên từng nền tảng. Phần danh đề sau đó đã được chỉnh sửa, bắt đầu triển khai vào cuối tháng Sáu.